# Jersey
Jersey (/ˈdʒɜːrzi/; Jèrriais: Jèrri /ʒɛri/), còn được gọi là Địa hạt Jersey, là một quốc đảo và lãnh thổ Phụ thuộc vương quyền của Vương quốc Anh, nằm ngoài khơi Tây Bắc nước Pháp. Đây là hòn đảo lớn nhất của Quần đảo Eo biển và cách Bán đảo Cotentin của Normandy 14 dặm (23 km). Địa hạt bao gồm đảo chính Jersey và một số đảo và đá không có người ở xung quanh bao gồm Les Dirouilles, Les Écréhous, Les Minquiers và Les Pierres de Lecq.
Jersey là một phần của Công quốc Normandy, nơi có các công tước trở thành vua của nước Anh từ năm 1066. Sau khi Normandy bị Vương quốc Pháp thôn tính vào thế kỷ XIII, Jersey vẫn trung thành với Vương quốc Anh, mặc dù nó không bao giờ trở thành một phần của Vương quốc Anh. Từ đó đến khi kết thúc Chiến tranh Napoléon, Jersey nằm ở tuyến đầu của các cuộc chiến tranh Anh-Pháp và bị xâm lược nhiều lần, dẫn đến việc xây dựng các công sự như Lâu đài Mont Orgueil và ngành buôn lậu phát đạt. Trong Chiến tranh thế giới thứ hai, hòn đảo đã bị Đức Quốc xã xâm lược và chiếm đóng trong 5 năm. Hòn đảo được giải phóng vào ngày 9 tháng 5 năm 1945, ngày nay được kỷ niệm là ngày quốc khánh của hòn đảo.
Jersey là một nền dân chủ nghị viện tự quản theo chế độ quân chủ lập hiến, với hệ thống tài chính, luật pháp và tư pháp riêng, và quyền tự quyết. Mối quan hệ hiến pháp của Jersey là với Vương miện; nó không phải là một phần của Vương quốc Anh,. Thừa phát lại là người đứng đầu dân sự, Chủ tịch nhà nước là người đứng đầu cơ quan tư pháp; Phó Thống đốc đại diện cho quốc vương Anh trong vai trò là nguyên thủ quốc gia; và, Thủ hiến là người đứng đầu chính phủ. Quốc phòng và đại diện quốc tế của Jersey – cũng như một số lĩnh vực chính sách, chẳng hạn như luật quốc tịch – được trao cho Chính phủ Vương quốc Anh, nhưng Jersey vẫn có một bản sắc quốc tế riêng biệt.
Hòn đảo này có ngành dịch vụ tài chính lớn, tạo ra 40% GVA. Ảnh hưởng văn hóa của Anh đối với hòn đảo thể hiện rõ qua việc sử dụng tiếng Anh làm ngôn ngữ chính và đồng bảng Anh làm tiền tệ chính thức. Những điểm tương đồng khác về văn hóa của Anh bao gồm: lái xe bên trái, tiếp cận với truyền hình và báo chí của Anh, chương trình giảng dạy ở trường học theo chương trình của Anh, và sự phổ biến của các môn thể thao Anh, bao gồm cả cricket. Hòn đảo cũng có nền văn hóa Norman-Pháp mạnh mẽ, chẳng hạn như phương ngữ lịch sử của ngôn ngữ Norman, tiếng Jèrriais, là một trong hai nơi duy nhất ở Normandy có tư cách chính phủ đối với ngôn ngữ này (nơi còn lại là Guernsey), cũng như việc sử dụng tiếng Pháp chuẩn trong các vấn đề pháp lý và chính thức được sử dụng làm ngôn ngữ chính phủ, mối quan hệ văn hóa mạnh mẽ với lục địa Normandy với tư cách là một phần của vùng Normandy và các địa danh có nguồn gốc từ Pháp hoặc Normandy. Hòn đảo có mối liên hệ văn hóa rất chặt chẽ với các đảo lân cận ở Địa hạt Guernsey, và họ có chung một sự cạnh tranh tốt đẹp. Jersey và người dân của nó đã được mô tả như một quốc gia.

## Tên gọi
Quần đảo Eo biển được đề cập trong Antonine Itinerary như sau: Sarnia, Caesarea, Barsa, Silia và Andium, nhưng Jersey không thể được xác định cụ thể vì không có tên nào tương ứng trực tiếp với tên hiện tại. Cái tên Caesarea đã được sử dụng làm tên Latinh cho Jersey (cũng có trong phiên bản tiếng Pháp là Césarée) trong Britannia của William Camden, và được sử dụng trong các chức danh của hiệp hội và tổ chức ngày nay. Tên Latinh Caesarea cũng được áp dụng cho thuộc địa New Jersey với tên gọi Nova Caesarea.
Andium, Agna và Augia đã được sử dụng trong thời cổ đại.
Các học giả phỏng đoán khác nhau rằng Jersey và Jèrri bắt nguồn từ jǫrð (tiếng Bắc Âu cổ có nghĩa là 'trái đất') hoặc jarl ('bá tước'), hoặc có lẽ là tên riêng của người Bắc Âu Geirr (do đó là Geirrsey, 'Đảo của Geirr'). Đuôi -ey biểu thị một hòn đảo The ending -ey denotes an island (như trong Guernsey hoặc Surtsey).

## Lịch sử

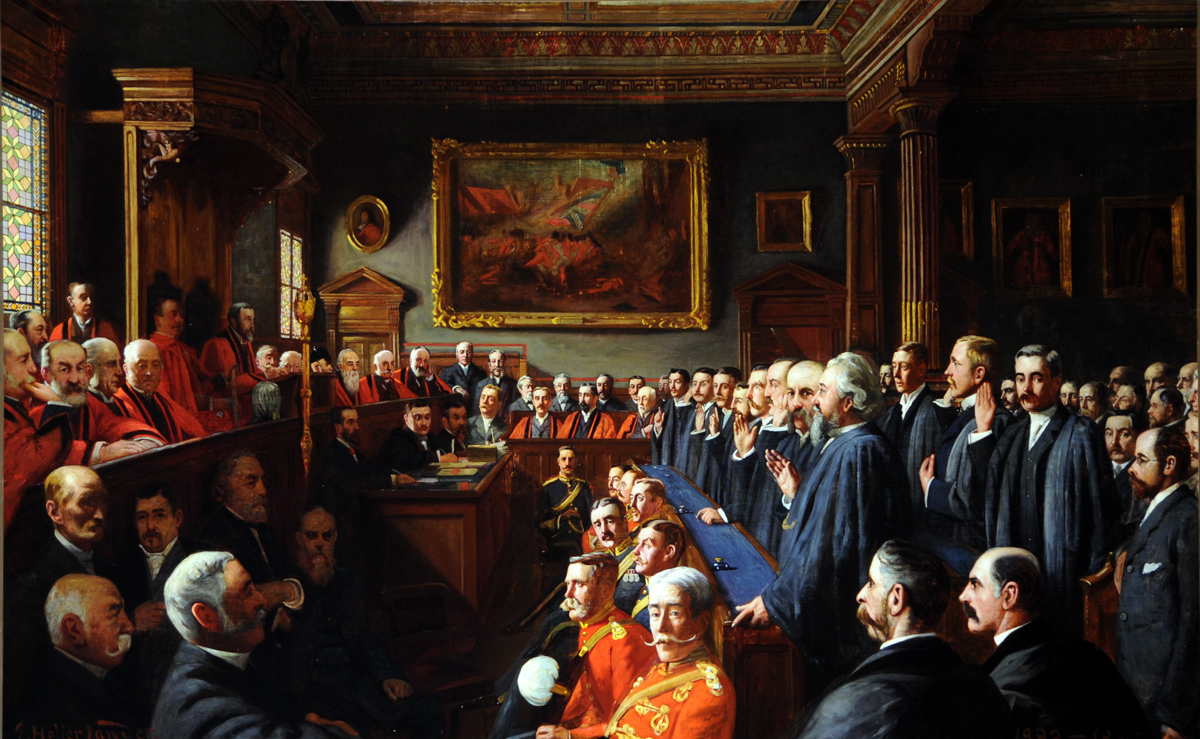
Một bức tranh năm 1893 về Assize d'Heritage của John St Helier Lander.

Con người đã sống trên đảo ít nhất từ năm 12.000 trước Công nguyên, với bằng chứng về sự cư trú trong thời kỳ đồ đá cũ (La Cotte de St Brelade) và các mộ đá thời kỳ đồ đá mới, chẳng hạn như La Hougue Bie. Bằng chứng về các khu định cư thời đại đồ đồng và thời đại đồ sắt sớm có thể được tìm thấy ở nhiều địa điểm trên đảo.
Bằng chứng khảo cổ về ảnh hưởng của La Mã đã được tìm thấy, đặc biệt là ở Les Landes. Cơ đốc giáo đã được đưa đến hòn đảo bởi những người di cư từ Brittany trong thế kỷ V - VI CN. Vào thế kỷ thứ VI, vị thánh bảo trợ của hòn đảo Helier sống tại Hermecca trên L'Islet (nay là Lâu đài Elizabeth). Truyền thuyết kể rằng Helier bị chặt đầu bởi những kẻ cướp và sau đó ông đã cầm đầu của mình lên và đi bộ vào bờ.
Vào thế kỷ thứ IX, hòn đảo bị người Viking đột kích và vào năm 933, nó bị William Kiếm dài sáp nhập vào Công quốc Normandy.:22 Khi Công tước William Kẻ chinh phục trở thành Vua nước Anh vào năm 1066, Jersey vẫn là một phần thuộc sở hữu của người Norman. Tuy nhiên, vào năm 1204, khi Công quốc Normandy cuối cùng được trả lại cho vua Pháp, hòn đảo vẫn thuộc sở hữu của Vương quốc Anh, mặc dù chưa bao giờ được sáp nhập vào Anh.:25 Theo truyền thống, người ta nói rằng quyền tự quản của Jersey bắt nguồn từ Hiến pháp của Vua John, tuy nhiên điều này còn đang bị tranh cãi.:25 Tuy nhiên, hòn đảo vẫn tiếp tục tuân theo các phong tục và luật lệ của người Norman. Nhà vua cũng bổ nhiệm một Thừa phát lại và một Quản giáo (nay là Phó Thống đốc). Thời kỳ cai trị của người Anh được đánh dấu bằng các cuộc chiến tranh giữa Anh và Pháp, một pháo đài quân sự đã được xây dựng tại Mont Orgueil.:25–8
Trong thời kỳ Tudor, sự chia rẽ giữa Giáo hội Anh và Lãnh địa Giáo hoàng đã dẫn đến việc người dân trên đảo theo đạo Tin lành. Dưới thời trị vì của Elizabeth I của Anh, những người tị nạn Pháp đã mang theo Thần học Calvin đến đảo, và đây vẫn là tôn giáo chung cho đến năm 1617. Vào cuối thế kỷ XVI, người dân trên đảo đã đi qua Bắc Đại Tây Dương để tham gia đánh bắt cá ở Newfoundland. Để ghi nhận sự giúp đỡ dành trong thời gian ông bị lưu đày ở Jersey vào những năm 1640, Vua Charles II của Anh đã ban cho Phó Đô đốc Ngài George Carteret, thừa phát lại và thống đốc của Jersey, một khoản tài trợ lớn về đất đai ở các thuộc địa của Mỹ, giữa sông Hudson và sông Delaware, ông ấy nhanh chóng đặt tên là vùng đất này là New Jersey. Bây giờ nó là một tiểu bang của Hoa Kỳ.

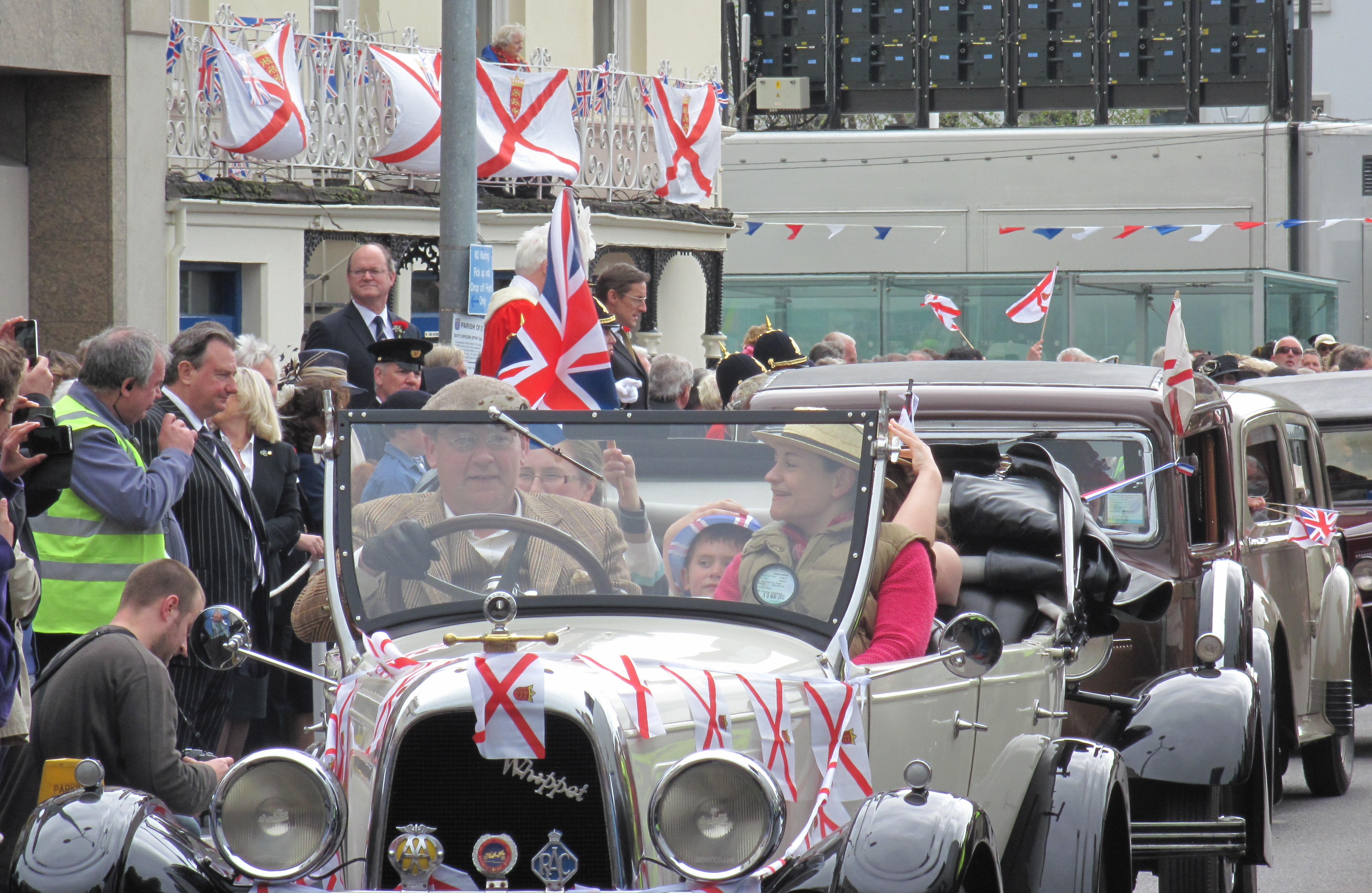
Lễ kỷ niệm Ngày Giải phóng ở Jersey, ngày 9 tháng 5 năm 2012

Năm 1769, hòn đảo bị thiếu nguồn cung cấp lương thực, dẫn đến một cuộc nổi dậy vào ngày 28 tháng 9, được gọi là Bạo loạn ngô. Các Nghị sĩ gặp nhau tại Lâu đài Elizabeth và quyết định yêu cầu sự giúp đỡ từ Nhà vua. Tuy nhiên, vào năm 1771, Vương quyền yêu cầu cải cách cách quản lý hòn đảo, dẫn đến Bộ luật năm 1771 và loại bỏ quyền của Tòa án Hoàng gia trong việc ban hành luật mà không có các Nghị sĩ Jersey. Năm 1781, trong cuộc Chiến tranh Cách mạng Mỹ, hòn đảo bị quân Pháp xâm chiếm và chiếm được St Helier, nhưng bị quân của Thiếu tá Peirson đánh bại trong Trận Jersey.
Thế kỷ XIX, chứng kiến sự cải thiện của mạng lưới đường bộ dưới thời Tướng Don, việc xây dựng hai tuyến đường sắt, cải thiện các tuyến giao thông đến Anh, và xây dựng các bến tàu và bến cảng mới ở St Helier. Điều này đã phát triển ngành du lịch trên đảo và dẫn đến sự nhập cư của hàng nghìn người Anh, dẫn đến sự thay đổi văn hóa theo hướng văn hóa đảo mang tính Anh ngữ hơn. Chính trị trên đảo bị chia rẽ giữa đảng Laurel bảo thủ và đảng Rose tiến bộ. Vào những năm 1850, tác giả người Pháp Victor Hugo sống ở Jersey, nhưng bị đuổi học vì xúc phạm Nữ vương Victoria nên chuyển đến Guernsey.
Trong Chiến tranh thế giới thứ hai, 6.500 cư dân Jersey đã được sơ tán theo lựa chọn riêng của họ đến Vương quốc Anh trong tổng dân số 50.000 người. Jersey bị Đức chiếm đóng từ ngày 1 tháng 7 năm 1940 cho đến ngày 9 tháng 5 năm 1945, khi Đức đầu hàng. Trong thời gian này, người Đức đã xây dựng nhiều công sự bằng cách sử dụng lao động cưỡng bức nhập cư vào đảo từ nhiều quốc gia khác nhau bị chiếm đóng hoặc có chiến tranh với Đức. Sau năm 1944, nguồn cung cấp từ Pháp bị gián đoạn bởi cuộc đổ bộ D-Day, và lương thực trên đảo trở nên khan hiếm. SS Vega được gửi đến hòn đảo mang theo nguồn cung cấp của Hội Chữ thập đỏ và tin tức về sự thành công của cuộc quân Đồng minh ở châu Âu. Trong thời kỳ Đức Quốc xã chiếm đóng, một tổ chức kháng chiến được thành lập bởi nhà hoạt động cộng sản Norman Le Brocq và Đảng Cộng sản Jersey, những người có hệ tư tưởng cộng sản về việc thành lập một 'Mặt trận Thống nhất' đã dẫn đến việc thành lập Phong trào Dân chủ Jersey. Quần đảo Eo biển là một trong những nơi cuối cùng ở châu Âu được giải phóng. Ngày 9 tháng 5, được kỷ niệm là Ngày Giải phóng của hòn đảo, nơi có các lễ kỷ niệm tại Quảng trường Giải phóng. Sau Giải phóng, Nghị viện Jersey được cải cách, trở thành bầu cử dân chủ hoàn toàn, và nhượng quyền phổ quát đã được thực hiện. Kể từ khi được giải phóng, hòn đảo đã phát triển dân số và xây dựng các ngành công nghiệp mới, đặc biệt là ngành tài chính.

## Chính trị

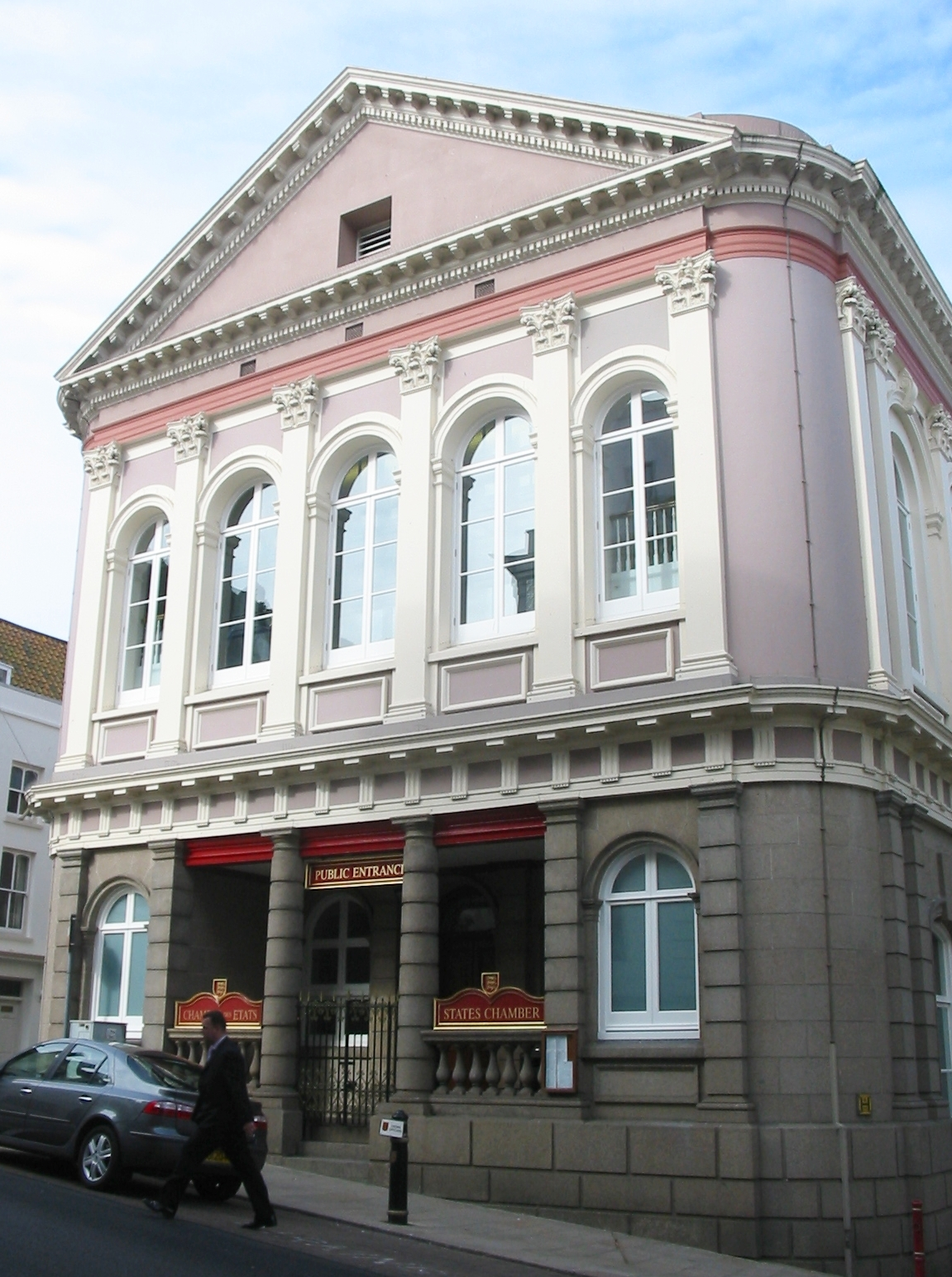
Tòa nhà Nghị viện ở St. Helier

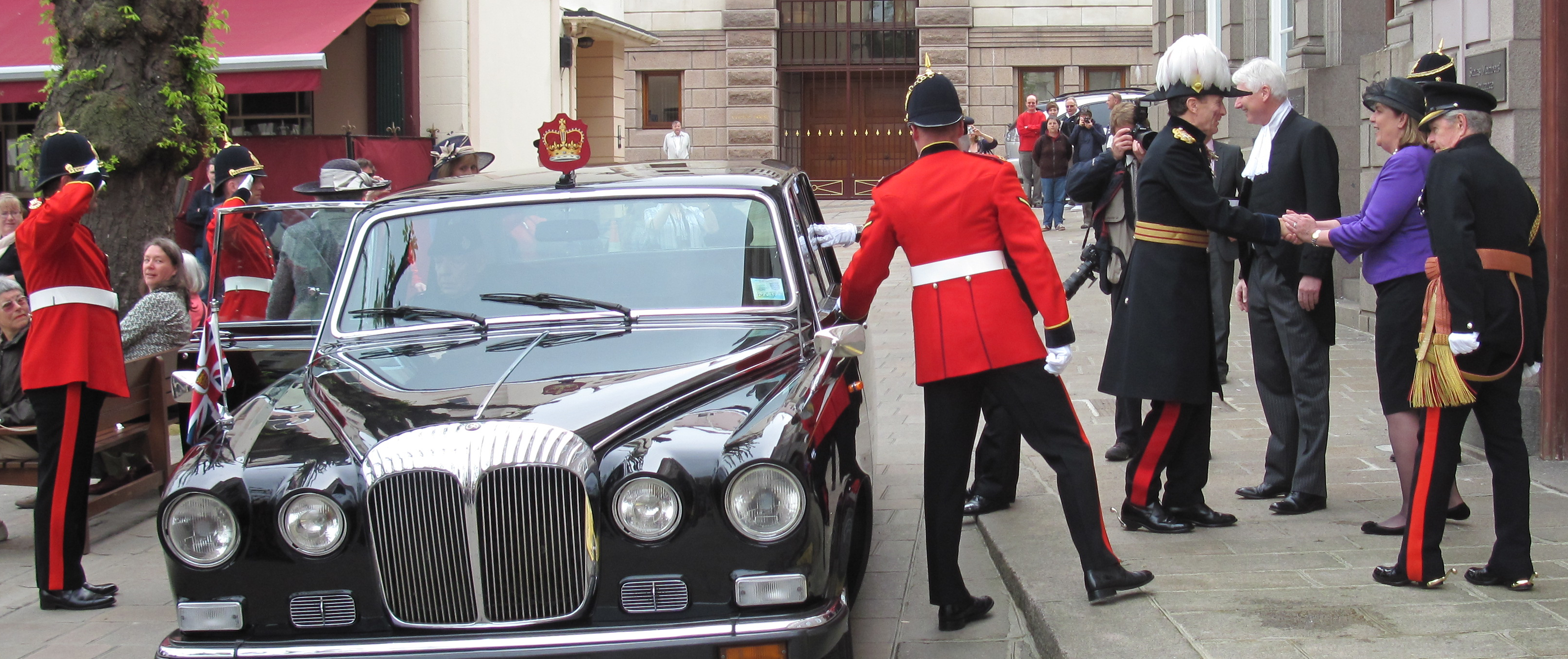
Sir John Chalmers McColl với tư cách là Phó Thống đốc của Jersey

Jersey là một lãnh thổ Phụ thuộc Vương quyền chứ không thuộc Vương quốc Anh – nó chính thức là một phần của Quần đảo Anh. Là một trong những Lãnh thổ phụ thuộc của Hoàng gia, Jersey tự trị và tự quản với hệ thống pháp lý, hành chính và tài chính độc lập của riêng mình. Chính phủ Jersey đã mô tả Jersey là một "quốc gia dân chủ, tự trị với quyền tự quyết".
Vì Jersey là một lãnh thổ phụ thuộc của Vương quyền nên Vua Charles III trị vì ở Jersey. "Vương miện" được các Viên chức Luật định nghĩa là "Vương miện ở bên phải của Jersey". Đại diện và cố vấn của Nhà vua tại đảo là Phó Thống đốc Jersey – Phó Đô đốc Jerry Kyd kể từ ngày 8 tháng 10 năm 2022. Ông là đầu mối liên lạc giữa các Chính phủ Jersey và Chính phủ Vương quốc Anh và thực hiện một số chức năng liên quan đến kiểm soát nhập cư, trục xuất, nhập tịch và cấp hộ chiếu.
Năm 1973, Ủy ban Hoàng gia về Hiến pháp đặt ra các nhiệm vụ của Vương quyền bao gồm: trách nhiệm cuối cùng đối với 'chính phủ' của các lãnh thổ Phụ thuộc Vương quyền; phê chuẩn luật bởi Order-in-Council (sự đồng ý của hoàng gia); đại diện quốc tế, có thể tham khảo ý kiến với chính quyền đảo trước khi ký kết bất kỳ thỏa thuận nào sẽ áp dụng cho họ; đảm bảo các đảo đáp ứng các nghĩa vụ quốc tế của họ; và phòng thủ.

### Cơ quan lập pháp và chính phủ
Cơ quan lập pháp của Jersey theo Chế độ nhất viện, được gọi là Hội nghị Nhà nước. Nó bao gồm 49 thành viên được bầu: 12 Connétables (thường được gọi là 'constables', người đứng đầu các giáo xứ) và 37 đại biểu (đại diện cho các khu vực bầu cử), tất cả đều được bầu với nhiệm kỳ 4 năm kể từ cuộc bầu cử tháng 10 năm 2011. Jersey là một trong những địa phương có tỷ lệ cử tri đi bỏ phiếu thấp nhất trên thế giới, với chỉ 33% cử tri đi bỏ phiếu vào năm 2005, thấp hơn nhiều so với mức trung bình 77% của châu Âu trong năm đó.
Từ cuộc bầu cử năm 2022, vai trò của Thượng nghị sĩ bị bãi bỏ và tám thượng nghị sĩ được thay thế bằng số lượng đại biểu tăng lên. 37 đại biểu hiện được bầu từ 9 siêu khu vực bầu cử, thay vì ở các giáo xứ riêng lẻ. Mặc dù đã có những nỗ lực nhằm loại bỏ Connétables, nhưng họ sẽ tiếp tục vai trò lịch sử của mình với tư cách là các thành viên nhà nước.
Ngoài ra còn có năm thành viên không bỏ phiếu do Vương quyền bổ nhiệm: Thừa phát lại, Phó Thống đốc Jersey, Giáo trưởng Jersey, Tổng chưởng lý và Tổng hội đồng cố vấn pháp luật. The Bailiff is President (presiding officer) of the States Assembly, Thừa phát lại là Chủ tịch (chủ tọa) của Quốc hội,[64] người đứng đầu cơ quan tư pháp và là người đứng đầu thay mặt công dân của hòn đảo thực hiện nhiều vai trò nghi lễ khác nhau.
Hội đồng Bộ trưởng Jersey, bao gồm một Thủ hiến Jersey và 9 bộ trưởng, là cơ quan lãnh đạo của Chính phủ Jersey. Mỗi bộ trưởng có thể bổ nhiệm tối đa hai trợ lý bộ trưởng giúp việc cho mình. Trưởng điều hành là người đứng đầu cơ quan dân sự.[69] Một số chức năng của chính phủ được thực hiện tại các giáo xứ trên đảo.

### Luật
Jersey là một khu vực tài phán riêng biệt, tách biệt với Quần đảo Eo biển, Vương quốc Anh và xứ Wales, Scotland và Bắc Ireland.
Luật Jersey chịu ảnh hưởng của một số truyền thống pháp lý khác nhau, đặc biệt là luật tục Norman, thông luật Anh và luật dân sự hiện đại của Pháp. Do đó, hệ thống pháp luật của Jersey được mô tả là 'hỗn hợp' hoặc 'đa nguyên', và các nguồn luật đều bằng tiếng Pháp và tiếng Anh, mặc dù từ những năm 1950, ngôn ngữ làm việc chính của hệ thống pháp luật là tiếng Anh.
Tòa án chính là Tòa án Hoàng gia, với các kháng cáo lên Tòa phúc thẩm Jersey và cuối cùng là Ủy ban Tư pháp của Hội đồng Cơ mật. Thừa phát lại là người đứng đầu cơ quan tư pháp; thừa phát lại và phó thừa phát lại do Vương quyền bổ nhiệm. Các thành viên khác của cơ quan tư pháp của hòn đảo được bổ nhiệm bởi Thừa phát lại.

### Quan hệ đối ngoại

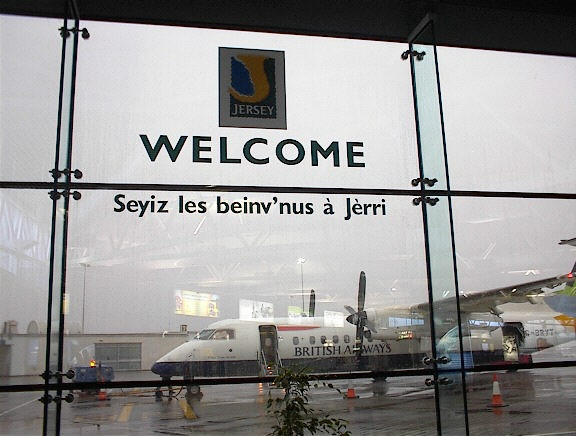
Sân bay Jersey chào đón khách du lịch với biểu ngữ "Chào mừng đến với Jersey" Jèrriais.

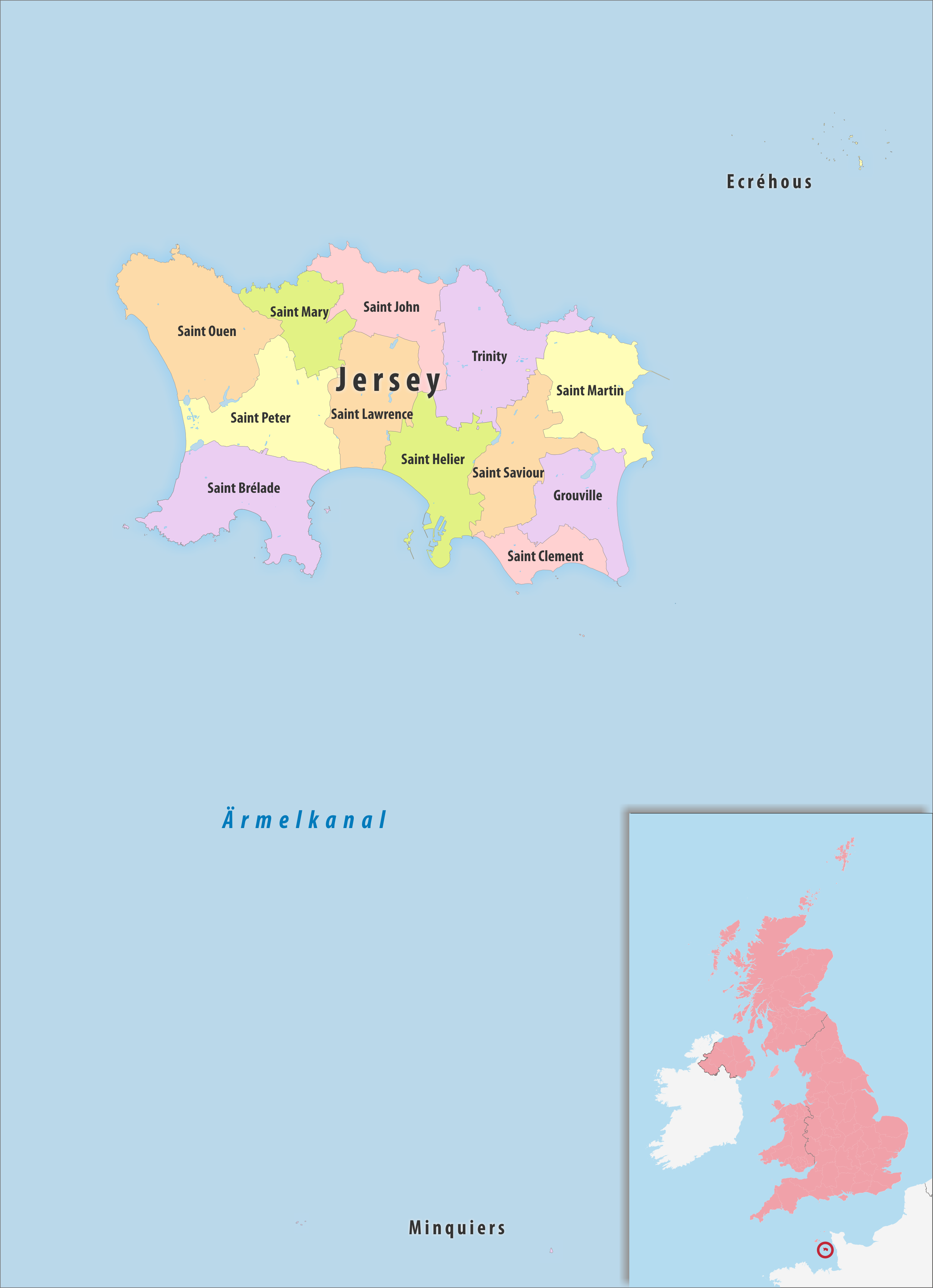
Bản đồ hành chính thể hiện 12 giáo xứ của Jersey

Quan hệ đối ngoại của Jersey được giám sát bởi Bộ trưởng Quan hệ Đối ngoại của Chính phủ Jersey. Năm 2007, Thủ hiến Jersey và Đại Chưởng ấn Vương quốc Anh đã ký một thỏa thuận thiết lập một khuôn khổ cho sự phát triển bản sắc quốc tế của Jersey.
Mặc dù đại diện ngoại giao được dành riêng cho Vương quyền, Jersey đã phát triển bản sắc quốc tế của riêng mình trong những năm gần đây. Nó đàm phán trực tiếp với các chính phủ nước ngoài về nhiều vấn đề khác nhau, ví dụ như Hiệp định trao đổi thông tin thuế (TIEA) đã được Jersey ký kết trực tiếp với một số quốc gia. Chính phủ duy trì các văn phòng (một số hợp tác với Guernsey) ở Caen, London và Brussels.
Jersey là thành viên của Hội đồng Anh-Ireland,[83] Hiệp hội Nghị viện Khối thịnh vượng chung và Assemblée parlementaire de la Francophonie. and the Assemblée parlementaire de la Francophonie.
Trao quyền độc lập cho Jersey trong quá khứ đã được thảo luận tại Quốc hội. Cựu Bộ trưởng Quan hệ Đối ngoại Sir Philip Bailhache đã nhiều lần cảnh báo rằng hòn đảo này có thể cần phải được độc lập. Chính sách của Chính phủ Jersey không phải là đòi độc lập, nhưng hòn đảo này đã chuẩn bị sẵn sàng nếu cần.
Jersey là một quốc gia châu Âu thuộc bên thứ ba của EU. Kể từ ngày 1 tháng 1 năm 2021, Jersey là một phần của Thỏa thuận Hợp tác Kinh tế và Thương mại giữa Vương quốc Anh và Liên minh Châu Âu vì mục đích hàng hóa và đánh bắt cá. Hàng hóa xuất khẩu từ đảo vào châu Âu không phải chịu thuế và Jersey tự chịu trách nhiệm quản lý lãnh hải của mình, tuy nhiên, ngư dân EU có lịch sử đánh bắt cá ở vùng biển của Jersey có thể được cấp giấy phép. Việc quản lý hệ thống giấy phép này đã gây ra căng thẳng giữa chính quyền Pháp và Jersey, với việc Pháp đe dọa cắt nguồn cung cấp điện của Jersey vào tháng 5 năm 2021. Trước khi kết thúc giai đoạn chuyển tiếp sau khi Vương quốc Anh rút khỏi EU vào năm 2020, Jersey có mối quan hệ đặc biệt với EU. Đây là một phần của liên minh hải quan EU và có sự di chuyển tự do hàng hóa giữa Jersey và EU nhưng thị trường chung về dịch vụ tài chính và tự do đi lại của người dân không áp dụng cho Jersey.

## Đơn vị hành chính
Jersey được chia thành 12 giáo xứ (có chức năng dân sự và tôn giáo). Tất cả đều được đặt tên theo nhà thờ giáo xứ ở nơi đó. Connétable là người đứng đầu giáo xứ. Họ được bầu tại các cuộc tổng tuyển cử trên đảo và đương nhiên sẽ sở hữu một ghế trong Quốc hội.
Các giáo xứ có nhiều chức năng hành chính dân sự khác nhau, chẳng hạn như đường xá (do Ủy ban Đường bộ quản lý) và trị an (thông qua Cảnh sát Danh dự). Mỗi giáo xứ được điều hành thông qua nền dân chủ trực tiếp tại các Hội đồng Giáo xứ, bao gồm tất cả các cử tri đủ điều kiện cư trú trong giáo xứ. Procureurs du Bien Public là đại diện pháp lý và tài chính của các giáo xứ này.
Các giáo xứ của Jersey được chia thành vingtaine (hoặc, ở St. Ouen, cueillettes).

## Địa lý

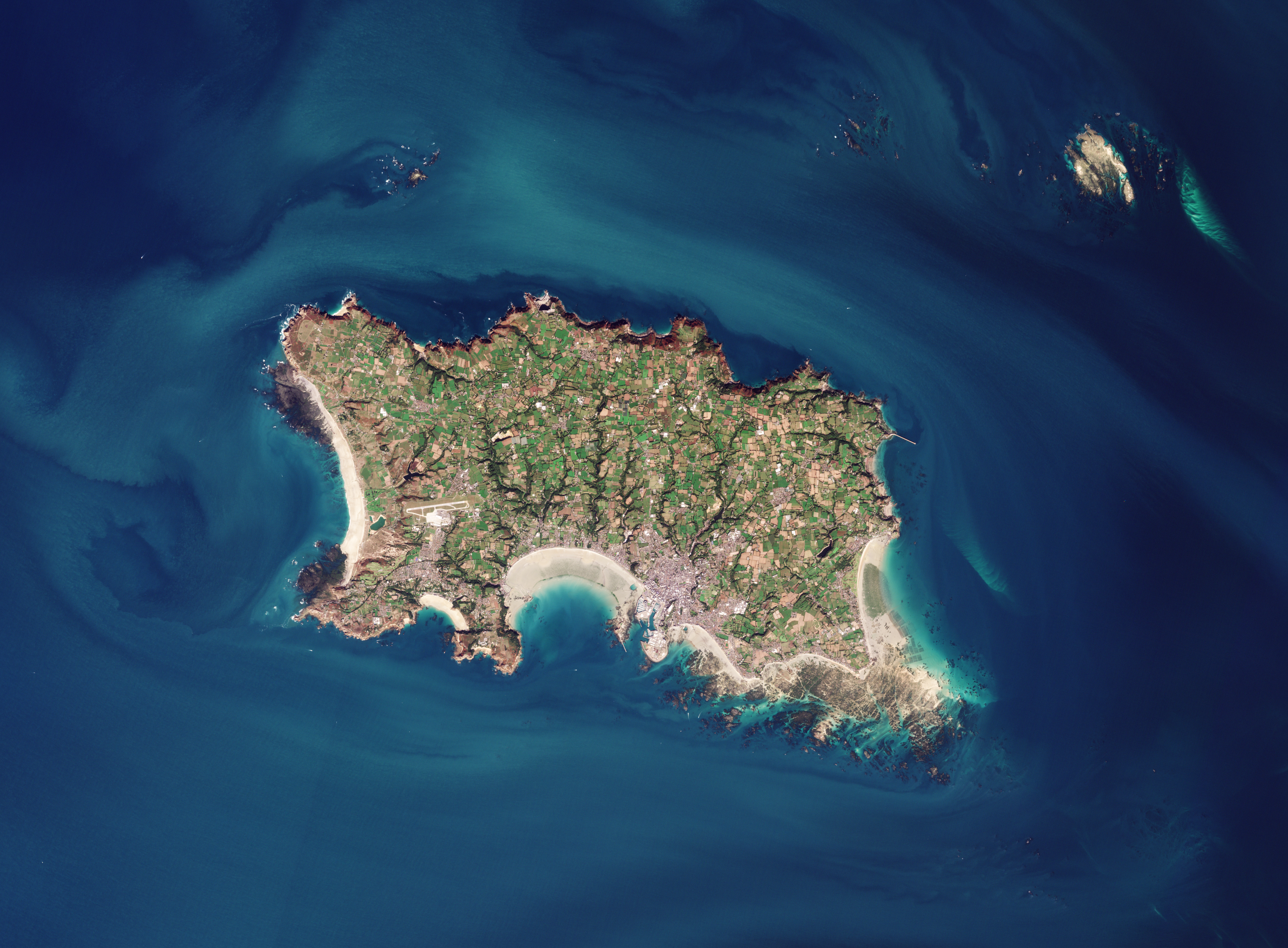
Jersey nhìn từ vệ tinh ngoài Trái Đất

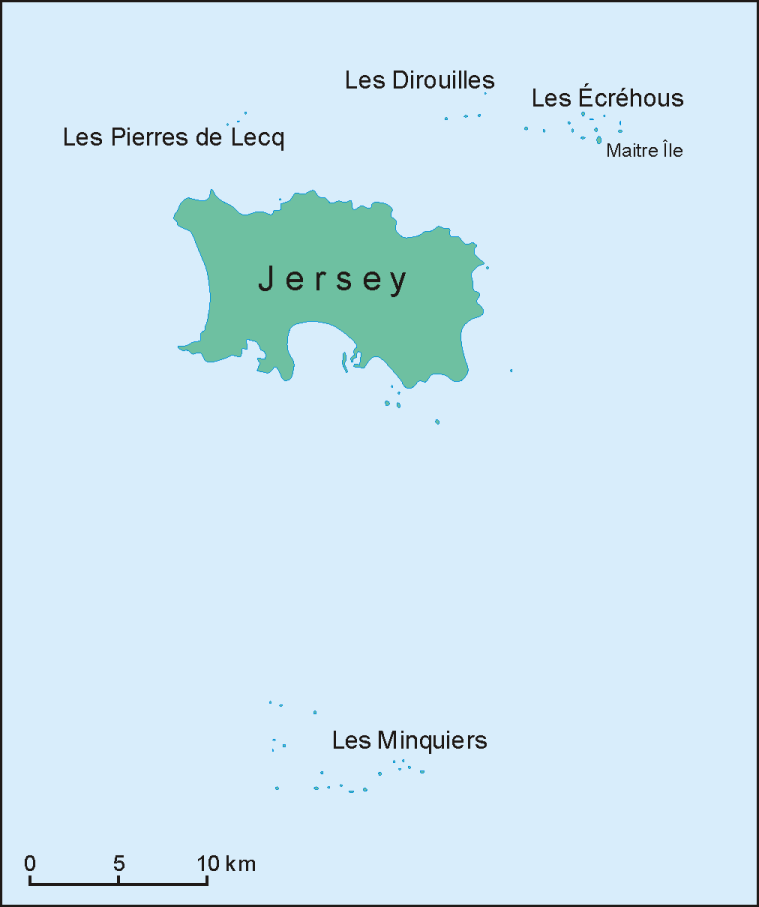
Bản đồ đảo và Địa hạt Jersey

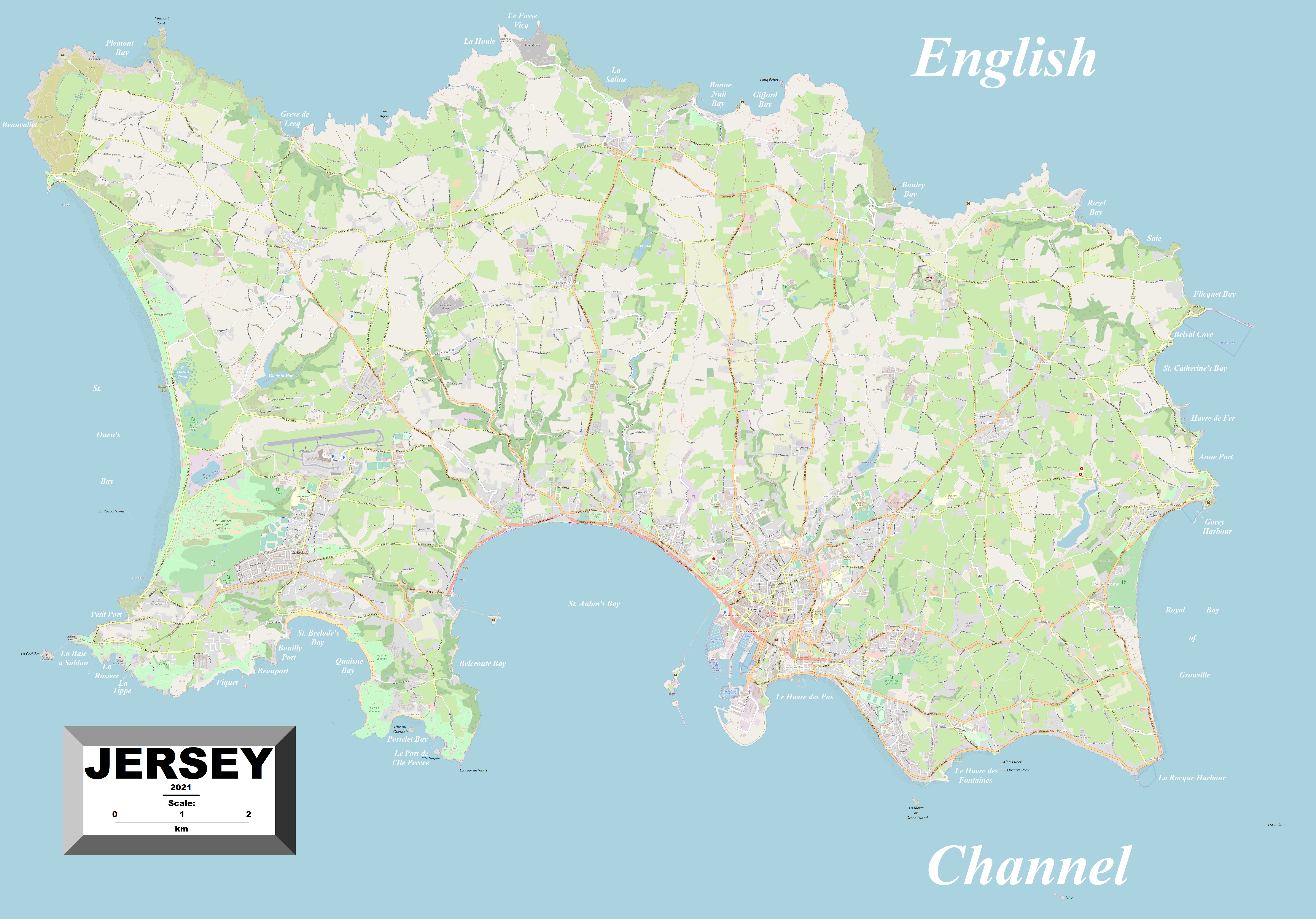
Bản đồ lớn, chi tiết của Jersey

Jersey là một hòn đảo rộng 46,2 dặm vuông (119,6 km2) (hoặc 66.436 vergée),  bao gồm đất khai hoang và vùng bãi triều. Nó nằm trong Eo biển Manche, cách Bán đảo Cotentin ở Normandy, Pháp khoảng 12 hải lý (22 km; 14 mi) và cách Vương quốc Anh khoảng 87 hải lý (161 km; 100 mi) về phía Nam. Đây là hòn đảo lớn nhất và là cực nam của Quần đảo Eo biển và một phần của Quần đảo Anh, với độ cao tối đa trên đất liền là 143 m (469 ft) trên mực nước biển.
Khoảng 24% hòn đảo được xây dựng. 52% diện tích đất được dành cho trồng trọt và khoảng 18% là môi trường tự nhiên.
Nó nằm trong kinh độ -2° W và vĩ độ 49° N. Nó có đường bờ biển dài 43 dặm (70 km) và tổng diện tích là 46,2 dặm vuông (119,6 km2). Nó có chiều dài khoảng 9 dặm (14 km) từ Tây sang Đông và 5 dặm (8 km) từ Bắc xuống Nam, khiến nó được người dân địa phương đặt cho cái tên trìu mến là "nine-by-five".
Đảo được chia thành 12 giáo xứ; lớn nhất là St Ouen và nhỏ nhất là St Clement. Hòn đảo được đặc trưng bởi một số thung lũng thường chạy từ Bắc xuống Nam, chẳng hạn như Thung lũng Waterworks, Grands Vaux, Mont les Vaux, mặc dù một số ít chạy theo các hướng khác, chẳng hạn như Thung lũng Le Mourier. Điểm cao nhất trên đảo là Les Platons với độ cao 136 m (446 ft).
Có một số nhóm đảo nhỏ hơn là một phần của Địa hạt Jersey, chẳng hạn như Les Minquiers và Les Écrehous, tuy nhiên không giống như các đảo nhỏ hơn của Địa hạt Guernsey, không có đảo nào trong số này có người ở vĩnh viễn.

### Khu định cư
Khu định cư lớn nhất là thị trấn Saint Helier, bao gồm khu vực đã xây dựng ở phía nam St Helier và các khu vực lân cận như Georgetown, cũng là nơi đặt trụ sở chính phủ của Jersey. Thị trấn là khu thương mại trung tâm, chiếm một tỷ lệ lớn hoạt động bán lẻ và việc làm của hòn đảo, chẳng hạn như ngành tài chính.
Bên ngoài thị trấn, nhiều người dân đảo sống ở các khu định cư ngoại ô và nông thôn, đặc biệt là dọc theo các con đường chính dẫn ra khỏi thị trấn và thậm chí các khu vực nông thôn hơn của đảo cũng có mức độ phát triển đáng kể (St Ouen, giáo xứ có mật độ dân số thấp nhất vẫn có 270 người trên mỗi kilômét vuông). Bờ biển phía nam và phía đông từ St Aubin đến Gorey phần lớn được đô thị hóa. Khu đô thị thứ hai nhỏ hơn là khu Les Quennevais ở St Brelade, nơi có một khu cửa hàng nhỏ, trường học, công viên và trung tâm giải trí.
Hầu hết mọi người trên khắp Jersey thường xuyên di chuyển từ các khu định cư nông thôn đến St Helier và từ thị trấn đến các vùng nông thôn vì mục đích làm việc và giải trí.
Chi phí nhà ở ở Jersey rất cao. Chỉ số giá nhà ở Jersey ít nhất đã tăng gấp đôi từ năm 2002 đến năm 2020. Giá nhà được điều chỉnh hỗn hợp ở Jersey là 567.000 bảng, cao hơn bất kỳ khu vực nào ở Vương quốc Anh (trung bình của Vương quốc Anh: 249.000 bảng) bao gồm cả Luân Đôn (trung bình: 497.000 bảng).

### Khí hậu
Jersey có đặc thù là khí hậu đại dương với mùa đông ôn hòa và mùa hè từ ôn hòa đến ấm áp. Nhiệt độ cao nhất được ghi nhận là 37,9 °C (100,2 °F) vào ngày 18 tháng 7 năm 2022, và nhiệt độ thấp nhất được ghi nhận là −10,3 °C (13,5 °F) vào ngày 5 tháng 1 năm 1894. Năm 2014 là năm ấm nhất từng được ghi nhận; nhiệt độ không khí trung bình hàng ngày là 13,34 °C. Trên các thông tin quảng bá du lịch, Jersey thường tuyên bố là "nơi nhiều nắng nhất ở Quần đảo Anh", điều này đúng vì Jersey có 342 giờ nắng nhiều hơn bất kỳ nơi nào ở Vương quốc Liên hiệp Anh và Bắc Ireland. Năm 2011, Jersey gây tranh cãi vì tự gọi mình là "nơi ấm áp nhất ở Quần đảo Anh" trong một chiến dịch quảng bá thương hiệu.
Bảng thống kê sau đây biểu thị mức nhiệt độ trung bình chính thức được đo tại Sân bay Jersey trong giai đoạn 1981–2010, cách St. Helier 4,5 dặm (7,2 km).
| Dữ liệu khí hậu của {{{location}}}      | Dữ liệu khí hậu của {{{location}}} | Dữ liệu khí hậu của {{{location}}} | Dữ liệu khí hậu của {{{location}}} | Dữ liệu khí hậu của {{{location}}} | Dữ liệu khí hậu của {{{location}}} | Dữ liệu khí hậu của {{{location}}} | Dữ liệu khí hậu của {{{location}}} | Dữ liệu khí hậu của {{{location}}} | Dữ liệu khí hậu của {{{location}}} | Dữ liệu khí hậu của {{{location}}} | Dữ liệu khí hậu của {{{location}}} | Dữ liệu khí hậu của {{{location}}} | Dữ liệu khí hậu của {{{location}}} |
| Tháng                                   | 1                                  | 2                                  | 3                                  | 4                                  | 5                                  | 6                                  | 7                                  | 8                                  | 9                                  | 10                                 | 11                                 | 12                                 | Năm                                |
| --------------------------------------- | ---------------------------------- | ---------------------------------- | ---------------------------------- | ---------------------------------- | ---------------------------------- | ---------------------------------- | ---------------------------------- | ---------------------------------- | ---------------------------------- | ---------------------------------- | ---------------------------------- | ---------------------------------- | ---------------------------------- |
| Cao kỉ lục °C (°F)                      | 14.0 (57.2)                        | 18.0 (64.4)                        | 20.3 (68.5)                        | 25.0 (77.0)                        | 28.0 (82.4)                        | 33.0 (91.4)                        | 37.9 (100.2)                       | 36.0 (96.8)                        | 30.2 (86.4)                        | 26.0 (78.8)                        | 21.0 (69.8)                        | 16.0 (60.8)                        | 36.0 (96.8)                        |
| Trung bình ngày tối đa °C (°F)          | 8.3 (46.9)                         | 8.4 (47.1)                         | 10.4 (50.7)                        | 12.5 (54.5)                        | 15.8 (60.4)                        | 18.4 (65.1)                        | 20.4 (68.7)                        | 20.6 (69.1)                        | 18.7 (65.7)                        | 15.4 (59.7)                        | 11.7 (53.1)                        | 9.2 (48.6)                         | 14.2 (57.6)                        |
| Trung bình ngày °C (°F)                 | 6.3 (43.3)                         | 6.1 (43.0)                         | 7.9 (46.2)                         | 9.5 (49.1)                         | 12.6 (54.7)                        | 15.1 (59.2)                        | 17.2 (63.0)                        | 17.5 (63.5)                        | 15.8 (60.4)                        | 13.0 (55.4)                        | 9.6 (49.3)                         | 7.1 (44.8)                         | 11.5 (52.7)                        |
| Tối thiểu trung bình ngày °C (°F)       | 4.3 (39.7)                         | 3.8 (38.8)                         | 5.3 (41.5)                         | 6.5 (43.7)                         | 9.3 (48.7)                         | 11.8 (53.2)                        | 13.9 (57.0)                        | 14.3 (57.7)                        | 12.9 (55.2)                        | 10.6 (51.1)                        | 7.5 (45.5)                         | 5.0 (41.0)                         | 8.8 (47.8)                         |
| Thấp kỉ lục °C (°F)                     | −10.3 (13.5)                       | −9.0 (15.8)                        | −3.3 (26.1)                        | −1.6 (29.1)                        | 0.0 (32.0)                         | 5.9 (42.6)                         | 9.0 (48.2)                         | 7.7 (45.9)                         | 6.0 (42.8)                         | −2.6 (27.3)                        | −3.0 (26.6)                        | −4.0 (24.8)                        | −10.3 (13.5)                       |
| Lượng Giáng thủy trung bình mm (inches) | 93.1 (3.67)                        | 68.9 (2.71)                        | 66.1 (2.60)                        | 56.4 (2.22)                        | 55.6 (2.19)                        | 47.5 (1.87)                        | 44.6 (1.76)                        | 49.5 (1.95)                        | 63.9 (2.52)                        | 103.4 (4.07)                       | 105.4 (4.15)                       | 111.3 (4.38)                       | 865.8 (34.09)                      |
| Số giờ nắng trung bình tháng            | 66.1                               | 91.6                               | 134.0                              | 196.5                              | 236.7                              | 245.4                              | 252.7                              | 235.3                              | 184.6                              | 118.8                              | 79.9                               | 63.2                               | 1.904,8                            |
| Nguồn: Met Office and Voodoo Skies      |                                    |                                    |                                    |                                    |                                    |                                    |                                    |                                    |                                    |                                    |                                    |                                    |                                    |

## Kinh tế

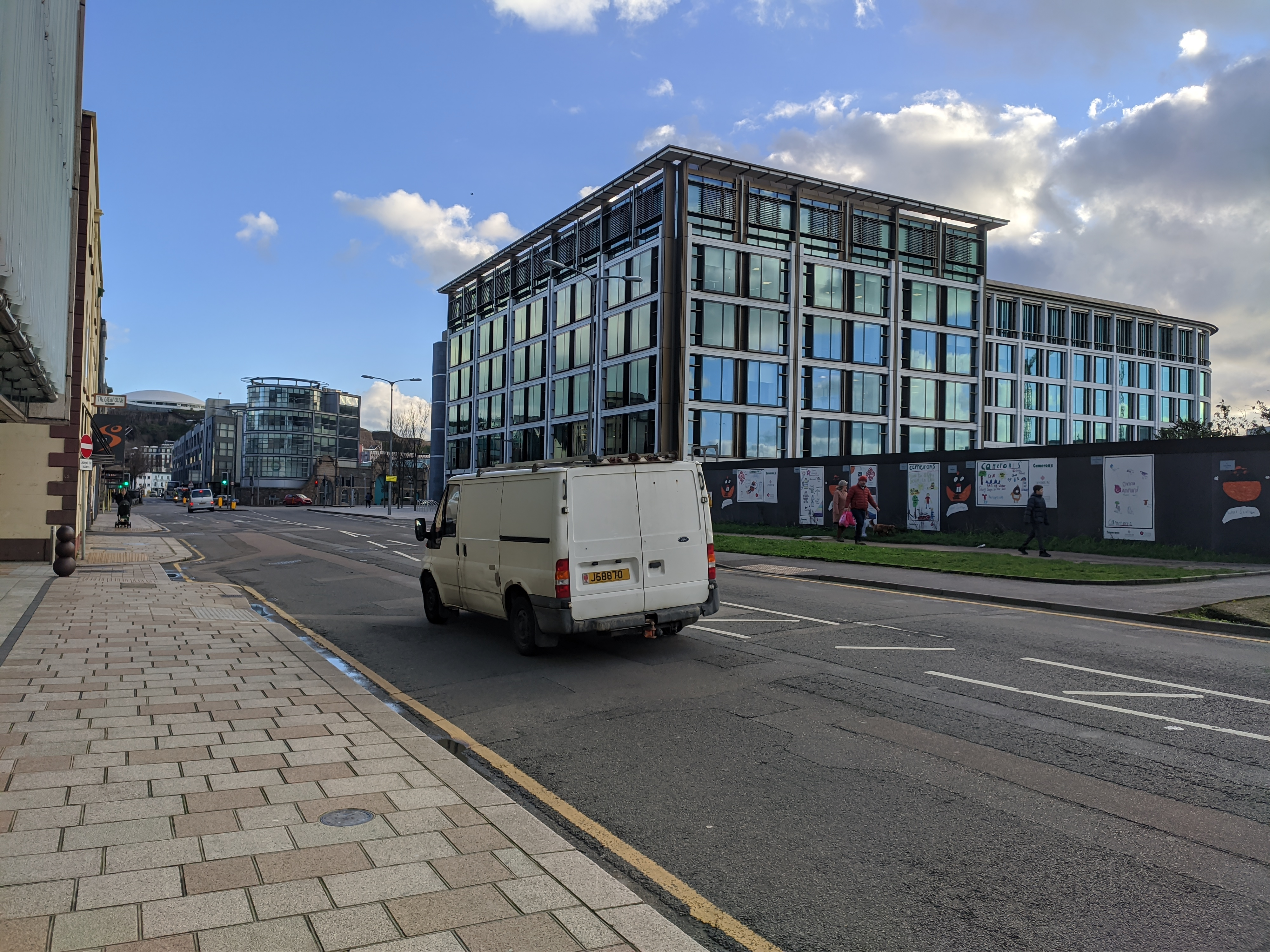
Khu Thương mại Trung tâm St Helier

Nền kinh tế của Jersey rất phát triển và tập trung vào dịch vụ, với GDP bình quân đầu người là 45.320 bảng Anh vào năm 2019. Đó là một nền kinh tế thị trường hỗn hợp, với các nguyên tắc thị trường tự do và cơ sở hạ tầng an sinh xã hội tiên tiến. 53.460 người đã được tuyển dụng ở Jersey tính đến tháng 12 năm 2010: 24% trong các doanh nghiệp dịch vụ tài chính và pháp lý; 16% trong ngành bán buôn và bán lẻ; 16% trong khu vực công; 10% trong giáo dục, y tế và các dịch vụ khu vực tư nhân khác; 10% trong xây dựng và khai thác đá; 9% trong khách sạn, nhà hàng và quán bar.
| Sector                               | GVA (%) | GVA (£mn) |
| ------------------------------------ | ------- | --------- |
| Financial services                   | 39.5%   | 1,966     |
| Rental income                        | 15.5%   | 771       |
| Other business activities            | 11.7%   | 580       |
| Public administration                | 8.6%    | 426       |
| Construction                         | 7%      | 350       |
| Wholesale and retail                 | 6.4%    | 319       |
| Hotels, bars and restaurants         | 4.2%    | 210       |
| Transport, storage and communication | 3.5%    | 176       |
| Electricity, gas and water           | 1.3%    | 65        |
| Agriculture                          | 1.2%    | 59        |
| Manufacturing                        | 1%      | 50        |

Nhờ chuyên môn hóa trong một số lĩnh vực mang lại lợi nhuận cao, theo sức mua tương đương, Jersey có sản lượng kinh tế bình quân đầu người cao, vượt xa tất cả các nền kinh tế phát triển lớn trên thế giới. Tổng thu nhập quốc dân năm 2009 là 3,7 tỷ bảng Anh (khoảng 40.000 bảng Anh trên đầu người). Tuy nhiên, đây không phải là dấu hiệu cho thấy sức mua của từng cư dân và mức sống thực tế ở Jersey có thể so sánh với mức sống ở Vương quốc Anh bên ngoài trung tâm Luân Đôn.
Jersey là một trong những trung tâm tài chính nước ngoài lớn nhất thế giới. Vương quốc Anh đóng vai trò là cầu nối cho các dịch vụ tài chính giữa các nước châu Âu và hòn đảo. Tuy nhiên, sự phát triển của lĩnh vực này không phải là không có những tranh cãi vì Jersey được các nhà phê bình và gièm pha mô tả là nơi "giới lãnh đạo về cơ bản đã bị tài chính toàn cầu nắm giữ và các thành viên của họ sẽ bị đe dọa và đe dọa bất kỳ ai bất đồng quan điểm".
Du lịch là một ngành kinh tế quan trọng của hòn đảo, tuy nhiên du lịch ở Jersey diễn ra theo mùa. Công suất sử dụng phòng trong các tháng mùa hè, đặc biệt là tháng 8, cao hơn nhiều so với các tháng mùa đông (thấp nhất vào tháng 11). Phần lớn du khách đến hòn đảo này bằng đường hàng không từ Vương quốc Anh. Ngày 18 tháng 2 năm 2005, Jersey được công nhận là Fairtrade Island.

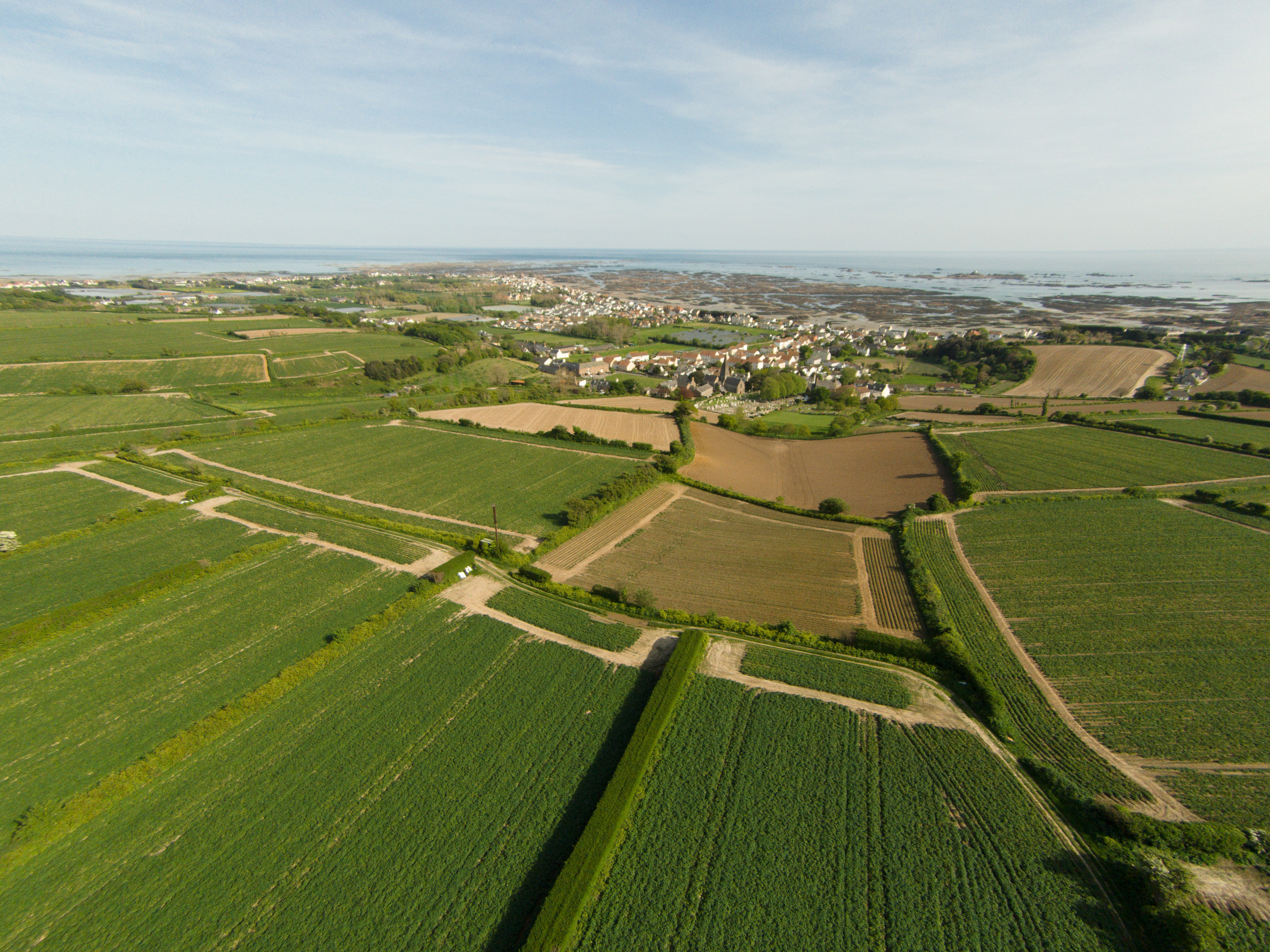
Nhìn từ trên không các cánh đồng ở Saint Clement, Jersey

Năm 2017, 52% diện tích của Đảo là đất nông nghiệp (giảm kể từ năm 2009). Các sản phẩm nông nghiệp chính là khoai tây và các sản phẩm từ sữa. Bò Jersey là một giống bò nhỏ được biết đến rộng rãi nhờ cho nhiều sữa và kem; chất lượng thịt của chúng cũng được đánh giá cao ở quy mô nhỏ. Tổng đàn năm 2009 là 5.090 con. Nghề cá và nuôi trồng thủy sản sử dụng nguồn tài nguyên biển của Jersey với tổng giá trị hơn 6 triệu bảng Anh vào năm 2009.
Cùng với Guernsey, Jersey có chương trình xổ số riêng gọi là Xổ số Quần đảo Eo biển, ra mắt vào năm 1975.

### Thuế
Jersey không phải là một khu vực tài phán miễn thuế. Thuế được đánh vào tài sản (được gọi là 'tỷ lệ') và tồn tại Thuế thu nhập cá nhân, Thuế thu nhập doanh nghiệp và thuế hàng hóa và dịch vụ. Trước năm 2008, Jersey không có thuế giá trị gia tăng (VAT). Nhiều công ty, chẳng hạn như Amazon và Play.com, đã lợi dụng điều này và lỗ hổng trong luật châu Âu, được gọi là cứu trợ lô hàng giá trị thấp, để thiết lập ngành thực hiện miễn thuế từ Jersey. Lỗ hổng này đã bị Liên minh châu Âu đóng lại vào năm 2012, khiến hàng trăm người mất việc làm.
Có mức thuế suất tiêu chuẩn 20% đối với Thuế thu nhập và mức tiêu chuẩn 5% đối với GST. Hòn đảo này có mức thuế mặc định là 0% đối với các tập đoàn; tuy nhiên, mức giá cao hơn áp dụng cho các dịch vụ tài chính, công ty tiện ích và các nhà bán lẻ công ty lớn. Jersey được coi là một thiên đường thuế. Hòn đảo này, cho đến tháng 3 năm 2019, nằm trong danh sách đen thiên đường thuế của EU, nhưng không còn tính năng. Vào tháng 1 năm 2021, chủ tịch Tiểu ban Các vấn đề về Thuế của Liên minh Châu Âu, Paul Tang, đã chỉ trích danh sách này vì không bao gồm những "thiên đường thuế nổi tiếng" như Jersey. Vào năm 2020, Tax Justice đã xếp Jersey ở vị trí thứ 16 trong Chỉ số bí mật tài chính, bên dưới các quốc gia lớn hơn như Vương quốc Anh, tuy nhiên vẫn xếp ở cuối 'khu vực cực kỳ nguy hiểm' đối với bí mật ở nước ngoài'. Hòn đảo này chiếm 0,46% thị trường tài chính nước ngoài toàn cầu, là một công ty nhỏ trong toàn bộ thị trường. Năm 2020, Chỉ số thiên đường thuế doanh nghiệp xếp Jersey ở vị trí thứ tám cho năm 2021 với điểm thiên đường (thước đo hệ thống của khu vực tài phán được sử dụng để lạm dụng thuế doanh nghiệp) là 100 trên 100; tuy nhiên, hòn đảo này chỉ chiếm 0,51% trên bảng xếp hạng Trọng lượng toàn cầu.

### Vận tải

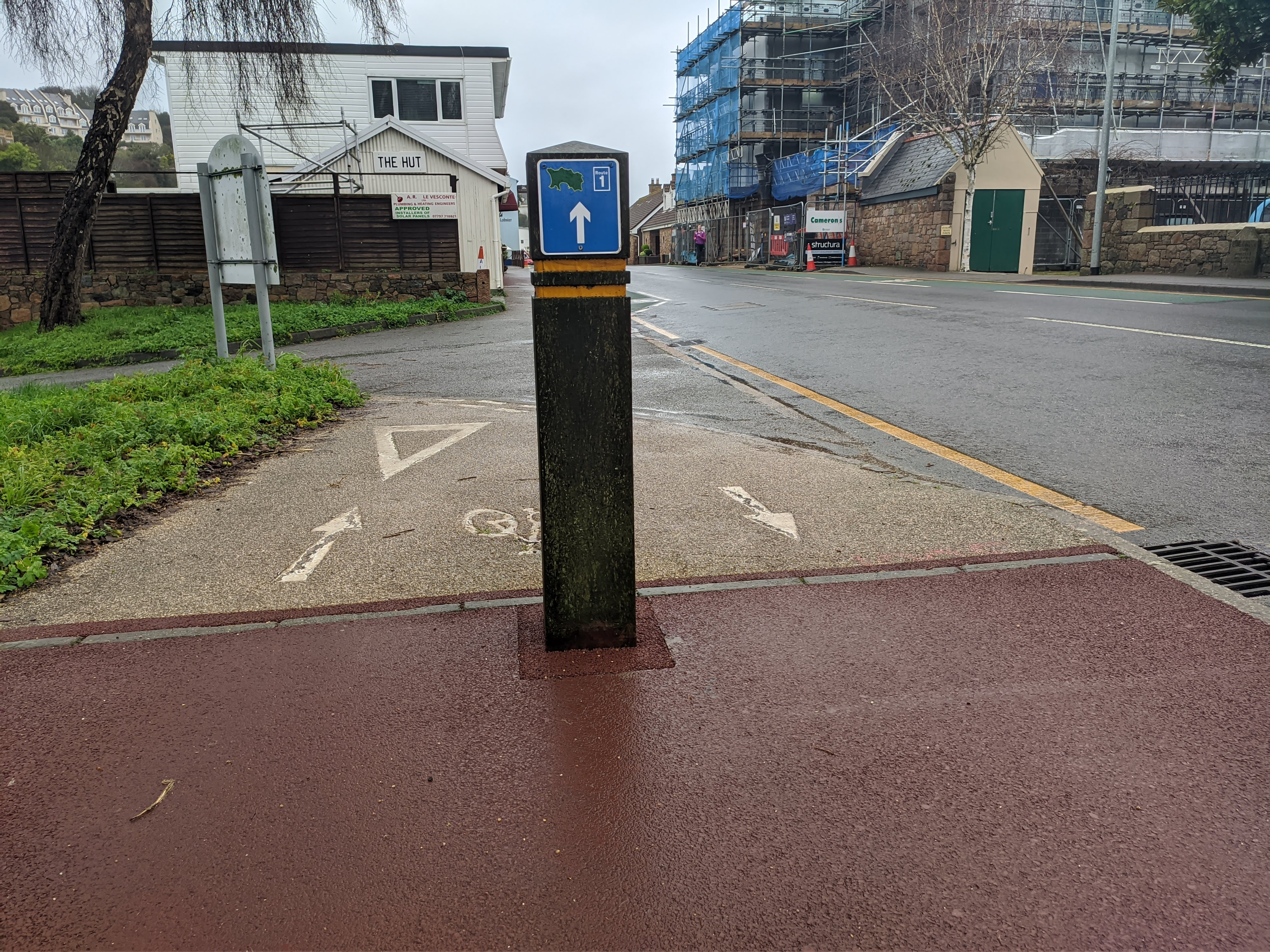
Đường vòng ở Gorey

Phương thức vận chuyển chính trên đảo là xe cơ giới. Jersey có mạng lưới đường bộ dài 346 dặm (557 km) và có tổng cộng 124.737 phương tiện cơ giới đăng ký trên đảo tính đến năm 2016. Jersey có một mạng lưới làn đường rộng lớn, một số trong số đó được phân loại là làn đường màu xanh lá cây, có giới hạn tốc độ 15 dặm/giờ và ưu tiên cho người đi bộ, người đi xe đạp và người cưỡi ngựa.
Mạng lưới xe buýt công cộng ở Jersey đã được Chính phủ quy định từ năm 2002, thay thế cho dịch vụ thương mại không được quy định. Nó được vận hành theo mô hình nhượng quyền của một nhà điều hành duy nhất, hiện được ký hợp đồng với LibertyBus, một công ty thuộc sở hữu của Kelsian Group. LibertyBus cũng điều hành các dịch vụ xe buýt đưa đón học sinh. Ngoài ra còn có mạng lưới taxi và chương trình xe đạp điện tử (EVie). Jersey có một sân bay và một số cảng, được điều hành bởi Cảng Jersey.

### Tiền tệ

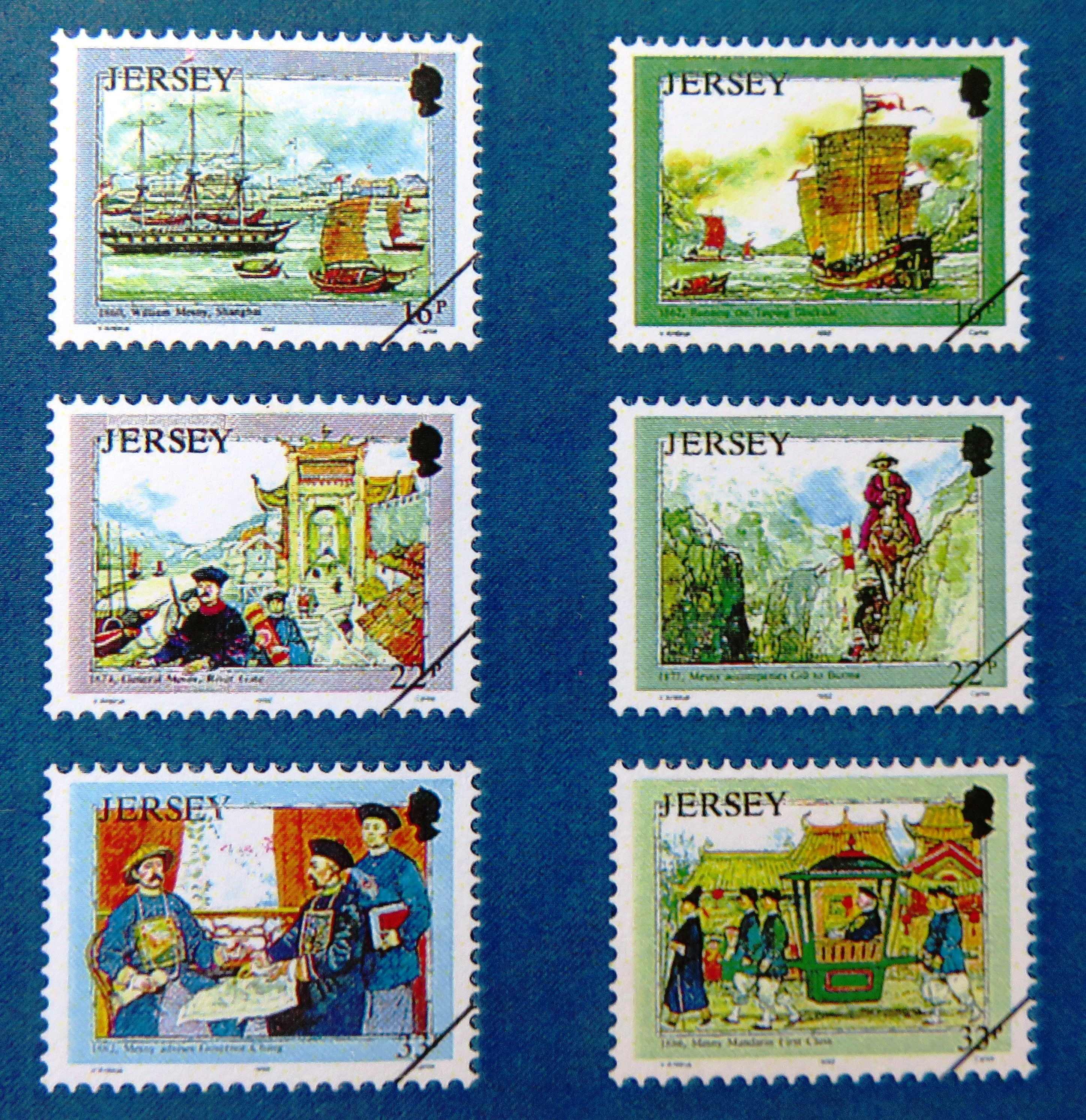
Tem Jersey kỷ niệm 150 năm ngày sinh của Đại tướng William Mesny

Chính sách tiền tệ của Jersey được liên kết với Ngân hàng Anh. Đơn vị tiền tệ chính thức của Jersey là đồng bảng Anh. Jersey phát hành tem bưu chính, tiền giấy của riêng mình (bao gồm tờ 1 bảng Anh không được phát hành ở Anh) và tiền xu lưu hành cùng với tất cả các loại tiền đúc bằng đồng bảng khác. Tiền tệ Jersey không được đấu thầu hợp pháp bên ngoài Jersey; tuy nhiên, nó là "giá thầu được chấp nhận" ở Vương quốc Anh và có thể được giao nộp tại các ngân hàng để đổi lấy tiền của Vương quốc Anh.
Vào tháng 7 năm 2014, Ủy ban Dịch vụ Tài chính Jersey đã phê duyệt việc thành lập quỹ Bitcoin được quản lý đầu tiên trên thế giới, vào thời điểm tiền kỹ thuật số đang được một số doanh nghiệp địa phương chấp nhận.

## Nhân khẩu học

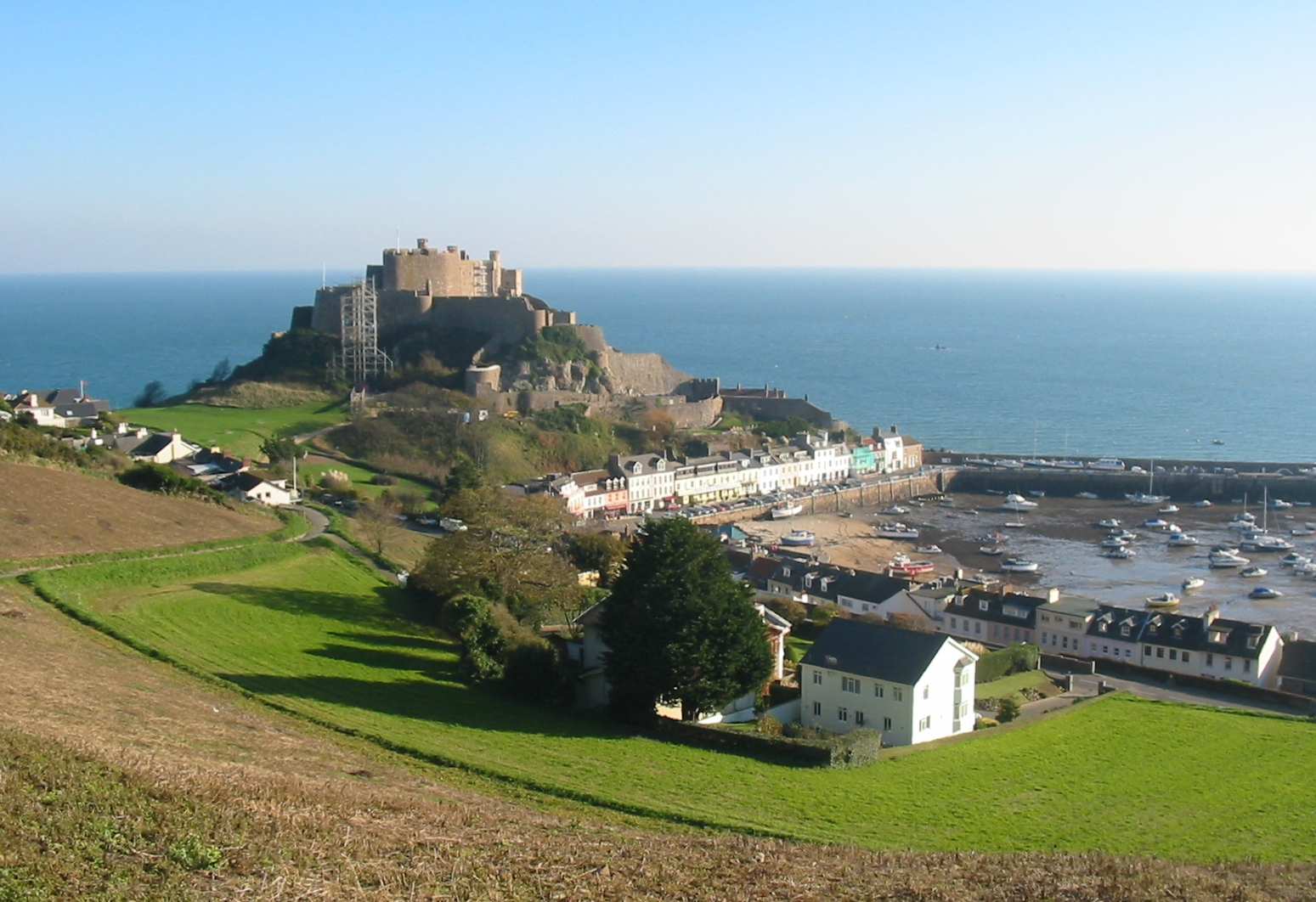
Mont Orgueil được xây dựng vào thế kỷ XIII sau khi tách khỏi Normandy.

Các cuộc điều tra dân số đã được thực hiện ở Jersey từ năm 1821. Trong cuộc điều tra dân số năm 2021, tổng dân số cư trú được ước tính là 103.267 người, trong đó 35% sống ở thủ phủ Saint Helier, đô thị duy nhất của hòn đảo. Khoảng một nửa dân số của hòn đảo được sinh ra ở Jersey; 29% dân số được sinh ra ở những nơi khác trong Quần đảo Anh, 8% ở lục địa Bồ Đào Nha hoặc Madeira, 9% ở các nước châu Âu khác và 5% ở những nơi khác.

### Quốc tịch và quyền công dân
Người Jersey là dân tộc bản địa trên đảo, tuy nhiên không chiếm đa số ở quốc đảo này. Người Jersey thường được gọi là Islanders hoặc, theo thuật ngữ cá nhân, Jerseyman hoặc Jerseywoman. Người Jersey thường không tự nhận mình là người Anh trước khi có Đạo luật Liên minh (1707). Về mặt văn hóa và địa lý, Jersey gần Normandy hơn nhiều và có các liên kết xuyên eo biển hạn chế. Tuy nhiên, các cuộc chiến tranh với Pháp, bao gồm cả các cuộc xâm lược Jersey, đã làm tăng lòng trung thành với Anh theo thời gian và người Pháp ngày càng được coi là một dân tộc khác biệt. Vào đầu thế kỷ XIX, người Jersey thường được xác định là người Anh, điều này có thể thấy qua cách đối xử với những người Breton nhập cư vào thời điểm đó như một quốc gia riêng biệt. Hơn nữa, sự gia tăng dân số di cư của Anh đã củng cố vai trò của tiếng Anh và ảnh hưởng của văn hóa Anh. Cuối cùng, việc áp dụng giáo dục bắt buộc - vốn chỉ bằng tiếng Anh - và thời kỳ Chiếm đóng đã làm giảm ảnh hưởng văn hóa truyền thống và văn hóa Norman, đồng thời gia tăng các thực hành văn hóa Anh và niềm tự hào về tư cách quốc gia Anh của người dân trên đảo.
Luật quốc tịch ở Jersey được ban hành bởi Đạo luật Quốc tịch Anh năm 1981 được mở rộng cho hòn đảo bởi một Lệnh trong Hội đồng với sự đồng ý của Nghị viện Jersey. Luật quốc tịch Anh trao quyền công dân Anh cho những người có quan hệ phù hợp với Jersey. Văn phòng Phó Thống đốc cấp hộ chiếu Anh (cụ thể là biến thể Jersey) cho công dân Anh có mối liên hệ với Jersey theo nơi cư trú hoặc nơi sinh.

### Nhập cư
Jersey theo hiến pháp có quyền hạn chế nhập cư bởi những người không phải cư dân Jersey, nhưng việc kiểm soát nhập cư tại điểm nhập cảnh không thể áp dụng cho người Anh, một số công dân thuộc Khối thịnh vượng chung và EEA nếu không thay đổi luật quốc tế hiện hành.
Jersey là một phần của Khu vực Đi lại Chung (CTA), một khu vực không có kiểm soát biên giới bao gồm Các Lãnh địa vương quyền, Vương quốc Liên hiệp Anh và Bắc Ireland và Cộng hòa Ireland. Điều này có nghĩa là không cần hộ chiếu để đi từ Jersey đến bất kỳ lãnh thổ nào trong số này (hoặc ngược lại) mặc dù Chính phủ khuyến nghị tất cả khách du lịch mang theo giấy tờ tùy thân có ảnh vì giấy tờ tùy thân có thể cần phải được kiểm tra bởi hải quan hoặc nhân viên cảnh sát và thường được yêu cầu bởi các nhà cung cấp dịch vụ vận tải thương mại vào đảo. Do CTA, công dân Anh sinh ra ở Jersey trong phần còn lại của CTA và công dân Anh và Ireland ở Jersey có quyền tiếp cận phúc lợi xã hội, tiếp cận chăm sóc sức khỏe, tiếp cận hỗ trợ nhà ở xã hội và bỏ phiếu trong các cuộc tổng tuyển cử.
Đối với du lịch không thuộc CTA, Jersey duy trì kiểm soát nhập cư và biên giới của riêng mình (mặc dù hầu hết du lịch đến Địa hạt là từ phần còn lại của CTA), tuy nhiên, luật nhập cư của Vương quốc Anh có thể được mở rộng cho Jersey (tùy thuộc vào các trường hợp ngoại lệ và điều chỉnh) sau tham vấn với Jersey và được sự đồng ý của Jersey.
Để kiểm soát số lượng dân số, Jersey vận hành một hệ thống đăng ký hạn chế quyền sống và làm việc trên đảo theo các yêu cầu nhất định. Để chuyển đến Jersey hoặc làm việc tại Jersey, tất cả mọi người (kể cả những người sinh ra ở Jersey) đều phải đăng ký và có thẻ đăng ký.

## Văn hoá

### Sự kiện văn hóa
Trận chiến hoa Jersey (Jersey Battle of Flowers) là một lễ hội hóa trang, được tổ chức hàng năm vào tháng 8 kể từ năm 1902. Các lễ hội khác bao gồm "La Fête dé Noué" (lễ hội Giáng sinh), "La Faîs'sie d'Cidre" (lễ hội làm rượu táo), màn trình diễn trên không của Trận chiến nước Anh, Lễ hội âm nhạc cuối tuần, lễ hội ẩm thực, và các sự kiện của giáo xứ.
Jersey Eisteddfod là một lễ hội hàng năm tôn vinh văn hóa địa phương. Nó được chia thành nghệ thuật biểu diễn (ví dụ: khiêu vũ, âm nhạc, ngôn ngữ hiện đại) và nghệ thuật sáng tạo (ví dụ: may vá, nhiếp ảnh, thủ công).

### Nghệ thuật
Các nhà khảo cổ học đã phát hiện ra những tấm ván lát bằng đá với thiết kế trừu tượng do người Magdalenian chế tạo và có niên đại thuộc thời kỳ Đồ đá muộn; đây là những tác phẩm nghệ thuật lâu đời nhất được phát hiện ở Quần đảo Anh tính đến năm 2023.
Hòn đảo này đã sản sinh ra một số nghệ sĩ đáng chú ý. John St Helier Lander (1868–1944) là một họa sĩ vẽ chân dung sinh ra ở Saint Helier năm 1868; ông là người vẽ chân dung cho Hoàng gia. Edmund Blampied also lived around the same period; he was known for his etchings and drypoint. Edmund Blampied cũng sống vào khoảng thời gian đó; ông được biết đến với các bản khắc và điểm khô. Các nghệ sĩ lịch sử nổi tiếng khác bao gồm John Le Capelain, John Everett Millais và Philip Ouless. Ngoài ra còn có một số nghệ sĩ Jersey đương đại, chẳng hạn như Ian Rolls, nổi tiếng với những bức tranh phong cảnh kỳ quặc.
Jersey cũng có mối liên hệ lịch sử với nghệ thuật Pháp. Nghệ sĩ người Pháp René Lalique đã tạo ra những cửa sổ kính màu tại Nhà thờ St Matthew, Jersey. Không có một tác phẩm tương tự nào của Lalique tồn tại ở những nơi khác trên thế giới. Các nghệ sĩ Claude Cahun và Marcel Moore sinh ra ở Pháp nhưng chuyển đến và qua đời ở hòn đảo này.

### Phương tiện truyền thông

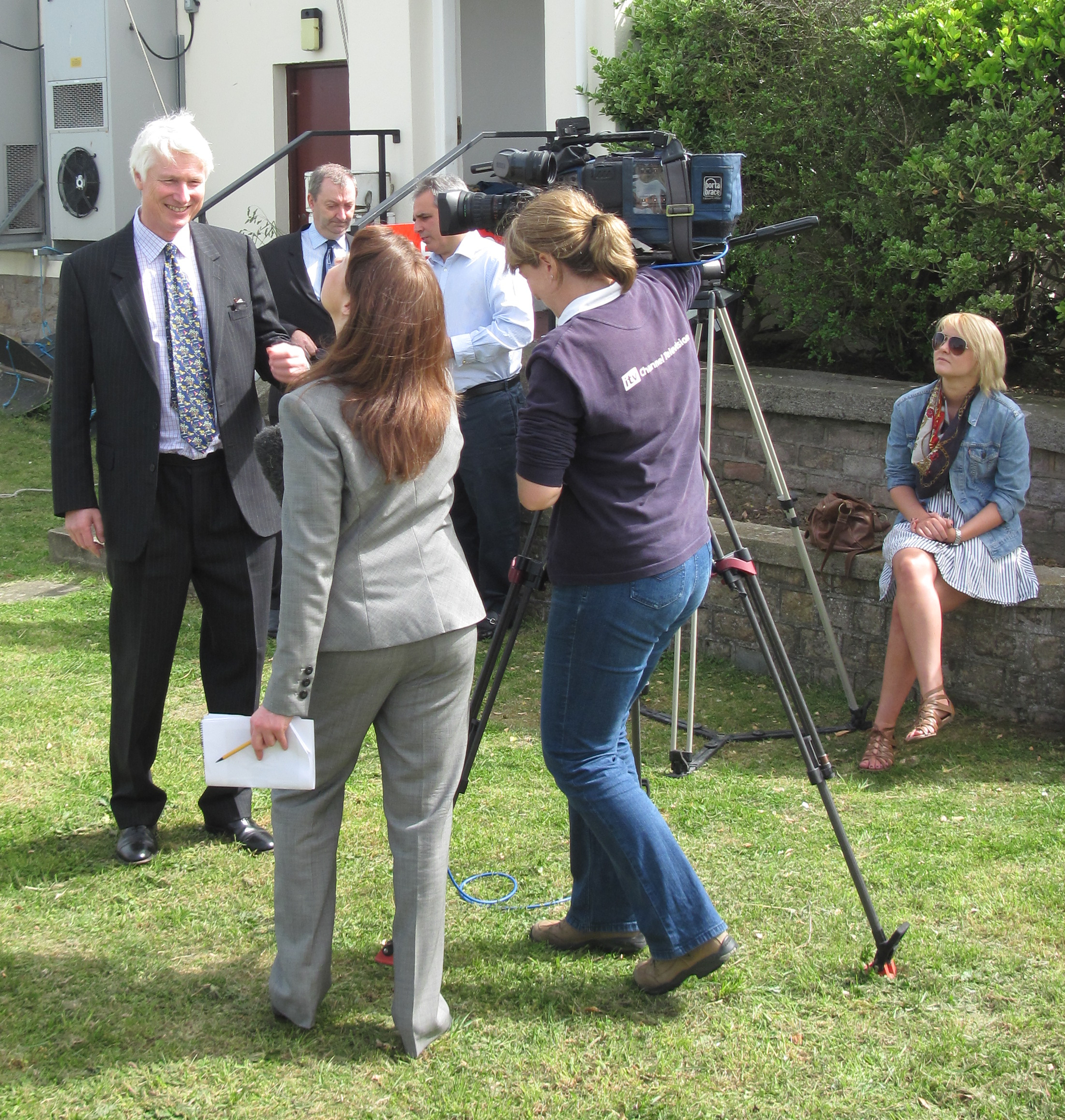
Một đoàn làm phim của Channel Television phỏng vấn Thừa phát lại Jersey

BBC Radio Jersey cung cấp dịch vụ phát thanh và BBC Channel Islands News cung cấp dịch vụ tin tức truyền hình chung với Guernsey. ITV Channel Television là nhượng quyền thương mại khu vực của ITV được chia sẻ với Địa hạt Guernsey nhưng có trụ sở chính tại Jersey. Dịch vụ vô tuyến cũng được cung cấp bởi Channel 103 và các công ty khác.
Bailiwick Express là một trong những nguồn tin tức trực tuyến kỹ thuật số của Jersey. Jersey chỉ có một tờ báo duy nhất là Jersey Evening Post, được in 6 ngày một tuần và được xuất bản từ năm 1890.

### Âm nhạc

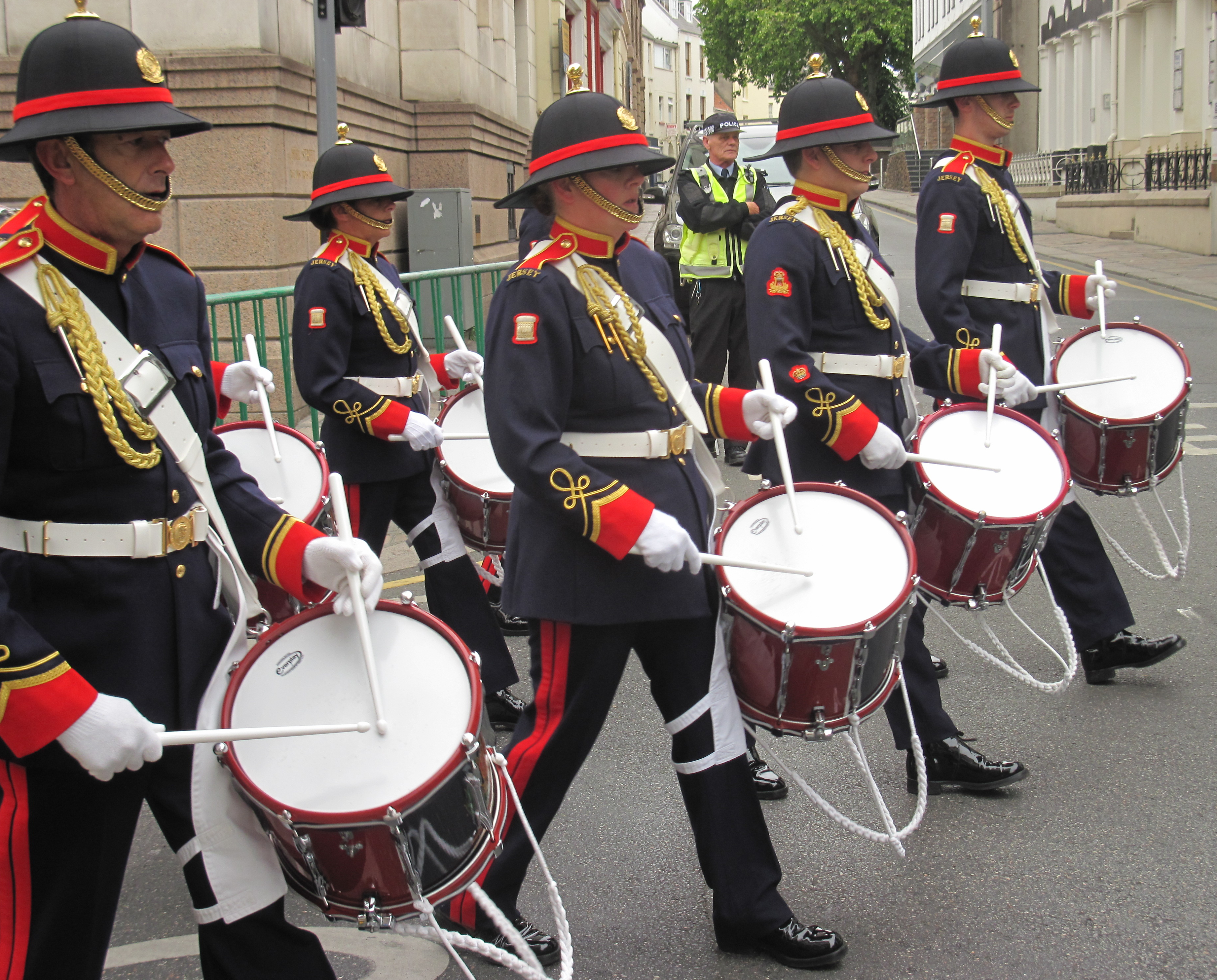
Ban nhạc đảo Jersey biểu diễn ở nhiều sự kiện

Người ta biết rất ít về lịch sử âm nhạc trên quần đảo, mặc dù nghiên cứu thực địa đã ghi lại các bài hát dân ca từ Quần đảo Eo biển, chủ yếu bằng tiếng Pháp. Bài hát dân gian "Chanson de Peirson" là duy nhất của hòn đảo.
Trong âm nhạc đương đại, Guru Josh, người sinh ra ở Jersey, đã sản xuất nhạc house và techno. Josh được chú ý nhất nhờ bản hit đầu tay thành công trên trường quốc tế Infinity và các bản tái phát hành của nó, đạt vị trí số một ở nhiều nước châu Âu. Hơn nữa, nghệ sĩ nhạc rock và pop Nerina Pallot lớn lên trên đảo và đã đạt được thành công trên trường quốc tế, đồng thời đã viết bài hát cho các nghệ sĩ nổi tiếng như Kylie Minogue.
Hòn đảo có khung cảnh lễ hội âm nhạc mùa hè kéo dài từ giữa tháng 6 đến cuối tháng 9 bao gồm Good Vibrations, Out-There, Weekender (lễ hội lớn nhất ở Quần đảo Eo biển) và Electric Park.

## Giáo dục
Giáo dục trên đảo được quản lý bởi Bộ Trẻ em, Thanh thiếu niên, Giáo dục và Kỹ năng của Chính phủ Jersey. Hệ thống giáo dục ở Jersey dựa trên hệ thống tiếng Anh. Giáo dục toàn thời gian là bắt buộc đối với trẻ em từ 5 đến 16 tuổi. Hơn nữa, Chính phủ cung cấp giáo dục mầm non miễn phí cho phụ huynh với số lượng hạn chế. Các trường ở Jersey phải dạy Chương trình giảng dạy của Jersey, dựa trên Chương trình giảng dạy quốc gia của Anh, với những khác biệt để giải thích cho vị thế độc tôn của Jersey.
Tính đến năm 2022, có 24 trường tiểu học của nhà nước, 7 trường tiểu học hoặc dự bị tư thục, 4 trường trung học toàn diện của nhà nước, 2 trường trung học của nhà nước phải trả phí, 2 trường trung học tư thục và 1 trường ngữ pháp được cung cấp và trường học thứ sáu, Trường Hautlieu. Hơn nữa, Cao đẳng Highlands cung cấp chương trình giáo dục thay thế cho học sinh sau 16 tuổi và tất cả các học sinh sau 18 tuổi trên đảo. Tuy nhiên, cơ sở vật chất giáo dục đại học còn hạn chế nên nhiều sinh viên phải học ở nước ngoài. Ở Anh, sinh viên Jersey trả mức học phí tương đương với sinh viên ở quê nhà.

## Môi trường
Ba vùng đất được bảo vệ vì lợi ích sinh thái hoặc địa chất là Địa điểm được quan tâm đặc biệt (SSI). Jersey có 4 địa điểm Ramsar được chỉ định: Les Pierres de Lecq, Les Minquiers, Les Écréhous và Les Dirouilles và bờ biển phía Đông Nam Jersey (một khu vực rộng lớn thuộc vùng bãi triều).
Jersey là nơi đặt Vườn thú Jersey (trước đây gọi là Công viên Động vật Hoang dã Durrell)) do nhà tự nhiên học, người trông coi vườn thú và tác giả Gerald Durrell thành lập.

### Khảo cổ học
- The Archaeology of the Channel Islands. Vol. 2: The Bailiwick of Jersey by Jacquetta Hawkes (1939)
- The Prehistoric Foundations of Europe to the Mycenean Age, 1940, C. F. C. Hawkes
- Jersey in Prehistory, Mark Patton, 1987
- The Archaeology and Early History of the Channel Islands, Heather Sebire, 2005.
- Dolmens of Jersey: A Guide, James Hibbs (1988).
- A Guide to The Dolmens of Jersey, Peter Hunt, Société Jersiaise, 1998.
- Statements in Stone: Monuments and Society in Neolithic Brittany, Mark Patton, 1993
- Hougue Bie, Mark Patton, Warwick Rodwell, Olga Finch, 1999
- The Channel Islands, An Archaeological Guide, David Johnston, 1981
- The Archaeology of the Channel Islands, Peter Johnston, 1986

### Cattle
- One Hundred Years of the Royal Jersey Agricultural and Horticultural Society 1833–1933. Compiled from the Society's Records, by H.G. Shepard, Secretary. Eric J. Boston. Jersey Cattle, 1954

### Religion
- The Channel Islands under Tudor Government, A.J. Eagleston
- Reformation and Society in Guernsey, D.M. Ogier
- International Politics and the Establishment of Presbyterianism in the Channel Islands: The Coutances Connection, C.S.L. Davies
- Religion, History and G.R. Balleine: The Reformation in Jersey, by J. St John Nicolle, The Pilot Magazine
- The Reformation in Jersey: The Process of Change over Two centuries, J. St John Nicolle
- The Chroniques de Jersey in the light of contemporary documents, BSJ, AJ Eagleston
- The Portrait of Richard Mabon, BSJ, Joan Stevens